# RAY (アイドルグループ)
RAY（レイ）は、日本の女性アイドルグループである。合同会社SOVA所属。レーベルはDISTORTED RECORDS、Lonesome Record。

## 概要
「圧倒的ソロ性」と「『アイドル x ????』による異分野融合」をコンセプトとする新時代のアイドルグループとして2019年（令和元年）5月1日にステージデビュー。
「ソロアイドルをしていたら気が合ったので一緒にやることにした」のが結成のきっかけ。2019年3月にライブ活動を終了した・・・・・・・・・の運営チーム「女の子の東京を作ろう!!委員会」が活動をサポートし、アイドル特化型クラウドファンディング「collections」を利用しながらさまざまなイベントやソロ活動や企画をする （※collectionsは2024年11月29日をもってサービス終了）。
2025年5月5日現在、メンバーは、内山結愛、琴山しずく、月海まお、紬実詩の4人。
良曲・熱量あるライブパフォーマンスをウリにグループ活動をすると同時に、ソロとしても積極的に活動する。
また、これまでアイドルカルチャーと関わりの薄かった異分野をコンテンツに積極的に取り込みながら、あれもこれものいいとこどりをした新時代のアイドル運動体を目指す。
2025年現在、「極北を目指すオルタナティヴアイドル」を標榜している。

## メンバー

### 現メンバー
| 名前        | 読み方                           | 生年月日               | お披露目日     | 出身             | 備考 |
| ----------- | -------------------------------- | ---------------------- | -------------- | ---------------- | --- |
| 内山 結愛   | うちやま ゆうあ Uchiyama Yuua    | 2000年11月14日（24歳） | 2019年 5月1日  | 神奈川県         | ニックネームは多数あり。 好きな色：パープル。 好き：たまご、紫、ゾンビ、駄菓子、ドッジボール、ホラー映画、透明なもの、食品サンプル、冬 |
| 琴山 しずく | ことやま しずく Kotoyama Shizuku | 1996年8月29日（28歳）  | 2021年 7月3日  | 大阪府           | ニックネーム：コット。 好きな色：赤。 好きなもの：トマト                                                                               |
| 月海 まお   | つきうみ まお Tsukiumi Mao       | 2000年9月18日（24歳）  | 2022年 9月19日 | 新潟県（佐渡島） | ニックネーム：まおまお。 好きな色：グリーン。 好きなこと:音楽、ギター、サブカルチャー、アニメ、ゲーム                                  |
| 紬 実詩     | つむぎ みこと Tsumugi Mikoto     | 1998年8月6日（26歳）   | 2022年 9月19日 |                  | ニックネーム：みこち 好きな色：水色、パステルカラー。 好きな食べ物：麺類、ポテトサラダ、チーズケーキ 特技：ダンス、柔軟技              |

### 元メンバー
| 名前        | 読み方                           | 生年月日              | お披露目日     | 在籍期間      | 出身     | 備考 |
| ----------- | -------------------------------- | --------------------- | -------------- | ------------- | -------- | --- |
| 白川 さやか | しらかわ さやか Shirakawa Sayaka | 2004年9月27日（20歳） | 2019年5月1日   | 2021年2月23日 | 東京都   | オリジナルメンバー。2021年2月23日に卒業。 白米といくらが好物。 |
| 甲斐 莉乃   | かい まりの Kai Marino           | 1998年3月30日（27歳） | 2019年5月1日   | 2022年7月23日 | 神奈川県 | オリジナルメンバー。2022年7月23日に脱退。 2022年9月10日より、水槽とクレマチスのメンバーとして活動。 概念：夜更かし自爆霊、自称灰色担当、もやし                                           |
| 月日        | つきひ Tsukihi                   | 1996年3月8日（29歳）  | 2019年5月1日   | 2022年7月23日 | 沖縄県   | オリジナルメンバー。2022年7月23日に脱退。 2022年9月10日より、水槽とクレマチスのメンバーとして活動。 ときめき：純喫茶、映画、暮らし、本、フィルム写真、物件、建造物、フォント、各々の美学 |
| 愛海        | あみ Ami                         | 2001年9月8日（23歳）  | 2022年 9月19日 | 2025年5月4日  | 千葉県   | 2025年5月4日に卒業。 ニックネーム：あみみ 好きな色：ピンク 特技:服が作れる。 好きな食べ物:チョコレート、グミ                                                                             |

## 期
メンバーの卒業・脱退・加入により、グループの構成メンバーが時期によって異なるため、本文中の説明をわかりやすくするために便宜上、以下の分け方をする（非公式）
|       | 期間                         | メンバー | メンバー | メンバー   | メンバー | メンバー | 備考                                                                            |
| ----- | ---------------------------- | -------- | -------- | ---------- | -------- | -------- | ------------------------------------------------------------------------------- |
| 第1期 | 2019年5月1日 - 2021年2月23日 | 内山結愛 | 甲斐莉乃 | 白川さやか | 月日     | -        | オリジナルメンバー。4人組グループ。                                             |
| 第2期 | 2021年7月3日 - 2022年7月23日 | 内山結愛 | 甲斐莉乃 | 琴山しずく | 月日     | -        | 白川さやか卒業後に琴山しずくが加入。4人組グループ。                             |
| 第3期 | 2022年9月19日 - 2025年5月4日 | 内山結愛 | 愛海     | 琴山しずく | 月海まお | 紬実詩   | 甲斐莉乃、月日が脱退後に愛海、月海まお、紬実詩が加入。メンバー構成が5人となる。 |

## 沿革

### 2019年
- 3月12日、アイドル特化型クラウドファンディング・サービス collections 始動。プレスリリースを発表[8][9]。
- 4月15日、RAY始動。オリジナルメンバーとプレスリリースを発表 [2][3]。
- 5月1日、渋谷CHELSEA HOTELにて、お披露目ライヴとなる入場無料ライヴ1部「RAY001 the beginning of the dream」、2部「RAY002」（tipToe.、nuanceとの対3マン形式）をそれぞれ開催[10]。
- 5月20日、主催イベント「PREDAWN vol.1」（Shibuya Milkyway）開催[11]。
- 6月1日、白川さやかのcollections『綺麗な海を少しでも取り戻したい！！』開催。
- 6月17日、主催イベント「PREDAWN vol.2」（Shibuya Milkyway）開催[12]。
- 6月19日、『中野ロープウェイ開店10周年記念ライブ！千秋楽』（新宿LOFT）に 出演。白川さやかの膝の調子が悪く、椅子に座って歌のみでのパフォーマンスとなる。
- 6月27日、グループ初となるOfficial Music Video「バタフライエフェクト」 を公開[13]。
- 6月29日、グループ初の遠征(月日は舞台出演のため不参加)[14]。京都にてオフ会「RAYと観光しよう」を開催。「フラクタル！！(ナイト)」(滋賀・石山U★STONE)出演。
- 6月30日、関西遠征二日目、xoxo(Kiss&Hug) EXTREME & RAY合同オフ会「50分完全サイレントオフ会」を開催。「HUG!BUG!FAT!」(北堀江club vijon)出演。
- 7月1日、「COSMICBOX vol.89 - SUMMER SPECIAL -」（shibuya eggman） に出演。甲斐莉乃の喉の調子が悪く、ライブではダンスのみでのパフォーマンス、物販では筆談となる。月日は舞台出演の為不参加となった。この日、RAYの公式Facebookが開設された。
- 7月4日、LosingMySilentDoors presents 音景-Onkei- 12「極彩色の7月」（吉祥寺 NEPO）に出演。この日のライヴから月日が復帰。
- 7月14日、主催イベント「PREDAWN vol.3」（Shibuya Milkyway）開催[15]。
- 7月20日、「ええじゃないか歌舞伎町」（新宿LOFT）に出演。 新曲「世界の終わりは君とふたりで」を初披露[16]。
- 7月23日、「エクストロメ〜GROWING PENTAGON〜」（TSUTAYA O-nest）に出演。白川さやかが学業の為不参加。
- 8月4日、昼『LiLii Kaona × 月見ル君想フ 「Moonromantic by Organica Vol.2｣』 （青山月見ル君想フ）。この日の昼のライブにて、喉の故障でダンスのみのパフォーマンスだった甲斐莉乃が歌唱に復帰。
- 8月10日、「#DSPM のど自慢」（新宿LOFT）に内山結愛が出演。MUSH & Co.「明日も」のカバーを披露。
- 8月11日、大塚 HEARTS NEXTにて、昼「RAYの夏祭り」、夜「自動運動 vol.1」をそれぞれ主催。昼のイベントにて「しづかの海」を初披露[17]。
- 8月15日、新曲「星に願いを (Wish Upon a Star)」のOfficial AudioをYouTubeにて公開[18]。
- 8月17日、グループとして2度目の大阪遠征（前回は月日が不参加だったため、初めてメンバー全員が揃った遠征）[19]。「エクストロメ WHITEOUT」（梅田CLUB QUATTRO）に出演。
- 8月18日、大阪遠征最終日。オフ会「RAYとTHE・大阪ツアー」①「RAYと通天閣に登ろう！」、②「RAYと串カツを食べよう！」を開催。「音楽的偶像」（心斎橋FANJ）出演。
- 8月27日、「ステキなタイミング」（LOFT HEAVEN）に出演。白川さやかが学業の都合のため、月日が入院のため欠席。
- 8月30日、主催イベント「PREDAWN vol.4」（目黒鹿鳴館）を開催[20]。
- 8月31日、「エクストロメ STATE of EMERGENCY！」（TSUTAYA O-nest）に出演。白川さやかが学業の都合のため欠席、月日が復帰。
- 8月31日、RAY公式Instagramにて初となるインスタライヴを生配信。メンバー全員揃っての配信となった。
- 9月3日、トークイベント(ライヴなし)「デビューはんとし2～新人アイドル30分インタビューしてみます～」（新宿 Naked Loft）に出演[21]。
- 9月7日、「E.U.L vol.1」（新宿SAMURAI）に出演[22]。 8月15日にOfficial Audioとして公開された新曲「星に願いを」をライヴ初披露。また、膝の怪我のため着席にてパフォーマンスしていた白川さやかがダンス復帰。「世界の終わりは君とふたりで」は4人でのダンス初披露となった。
- 9月8日、有名人と1対1のチャットができるアプリ「Resco[23]」をリリース。
- 9月15日、「ハミシスの、トークくらいはテキトーに。」（ROCK CAFE LOFT）に内山結愛がソロでゲスト出演。。
- 9月22日、主催イベント「PREDAWN vol.5」（Shibuya Milkyway）を開催。Ringo Deathstarr 楽曲提供となるオリジナル楽曲「Meteor」初披露[24]。
- 9月28日、主催イベント「白川さやか生誕祭+RAY長めライブ」（原宿 STROBE CAFE）を開催[25]。白川さやか生誕パートではcollectionsのクラウドファンディングにて支援達成した「キラキラなアイドルソングを歌いたい（タイトル未定）」を初披露。ライヴ後のMCにて白川さやかが学業の為、2019年11月6日〜2020年3月頃までの期間、活動休止することが発表された。甲斐莉乃の個展『403 Forbidden』が開催。(Ohshima Fine Art)
- 9月29日、内山結愛が「Total Feedback」（KOENJI HIGH メインフロア）にてDJ出演。
- 10月5日、「ギュウ農フェス秋のSP 爆音大収穫祭 road to 2020」（新木場 STUDIO COAST）に出演（野外ステージ）[26]。
- 10月15日、タワーレコード渋谷店5階にて、初となるCDリリースイベントを行う。ライブ25分と特典会を実施。
- 10月18日、19日、月日が出演した自主映画「ヴァージニティーブルーズ」（監督:瀧 来夢）の上映会開催。(武蔵野美術大学進級制作展2019[27])
- 10月19日、初の海外遠征で台湾の台北にてTotal Feedback（台北 The WALL）に出演[28]。『Blue』の世界最速先行販売。
- 10月20日、オフ会「RAYと雙連朝市をめぐろう！」開催。
- 10月25日、ニコニコ生放送「IDOL AND READチャンネル vol.23」に生出演。
- 10月26日、「Meteor」MV公開[29][30]。
- 10月30日、リリースとしては初となる1stシングル『Blue』発売[31][32]。
- 11月1日、1stシングル『Blue』が Apple Music、Spotify、OTOTOYなど各種サブスク、配信サービスから配信開始。
- 11月2日、collections「甲斐莉乃〜竹馬会〜」（代々木公園）開催。
- 11月5日、「エクストロメ Final Frontier」（渋谷WWW）に出演。受験のため白川さやか活動休止前ラストライブ。
- 11月9日、「内山結愛生誕祭＋RAY長めライブ」（原宿ストロボカフェ）を開催[33]。
- 11月16日、主催イベント「PREDAWN vol.6」（目黒鹿鳴館）開催[34]。「アナザー甲斐莉乃 第一弾」を初開催。
- 11月17日、RAY公式YouTubeアカウントにて新曲「no title」Official Audioを公開。
- 11月18日、月日が「月日と優美〜邂逅〜」（カラオケONE 銀座店)）主催。（ゲスト:是枝優美）
- 11月24日、内山結愛のみ「Total Feedback」（高円寺HIGH）にDJで出演。
- 11月27日、「『ギュウ農フェスクロニクル』お渡し会」（ジュンク堂書店 池袋店 1F）に出演。
- 11月30日、Instagramにて生配信「RAYのツキイチ」開催（14:00 - 15:00）。
- 12月1日、「アナザー甲斐莉乃 第四弾」、「アナザー甲斐莉乃 第五弾」（渋谷 VUENOS）開催。
- 12月9日、「choir loft -アナスィ〜★スペシャル-」（新宿LOFT）に出演[35]。月日が扁桃摘出手術のため活動を一時休止。・・・・・・・・・「1998-」を披露。
- 12月28日、主催イベント「PREDAWN vol.7」（Shibuya Milkyway）を開催[36]。ピノキオピー「東京マヌカン」を披露。「甲斐莉乃を語る～酒を飲みながら振り返る個人史と未来～」（渋谷SANKAKU）を開催。

### 2020年
- 1月4日、「ドキッ！RAYだらけの新春大バラエティ祭り」（新宿club SCIENCE）を開催[37]。
- 1月12日、「Pop'n Party」（新宿LOFT）に出演、月日が復帰。主催イベント「PREDAWN vol.8」(渋谷Milkyway)を開催[38]。
- 1月13日、「甲斐莉乃と岡本太郎美術館見学 ~打ち上げ飲み会&アナザー甲斐莉乃チェキ会も！~」（川崎市岡本太郎美術館と最寄りのお店）を開催。
- 1月18日、振付師YUKO主催「Manhattan Attitude 第3回主催公演『重なり 往くさき』」（神楽坂 セッションハウス）に月日が出演。
- 1月19日、振付師YUKO主催「Manhattan Attitude 第3回主催公演『重なり 往くさき』」（神楽坂 セッションハウス）に月日が出演。「Total Feedback」（高円寺 HIGH）に内山結愛がDJとして出演。
- 1月25日、「cuatro vol.2」（新宿MARZ）に出演。内山結愛が体調不良にてライブを欠席。
- 2月16日、主催イベント「PREDAWN vol.9」（Shibuya Milkyway）を開催、新曲「GENERATION」初披露[39]。この日、1st ワンマン・ライブ「アイドル」を2020年5月11日・渋谷WWW Xにて開催[40][41]を発表。
- 2月18日、「MIC RAW RUGA(laboratory) 定期公演HIGH-HO vol.17」（渋谷NoStyle）に出演。
- 2月22日、「RAY持ち曲全曲披露無料イベント」（大塚Hearts+）を開催[42]。
- 2月23日、「Total Feedback」（高円寺 HIGH）にDJとして内山結愛ソロ出演。また、「甲斐莉乃個展 『Fire of Argus〜アルギュスの送り火〜』」開催(2月23日、25日、27日、28日、3月1日、3日、5日、7日 各日16〜21時 開廊 (淵野辺CRISPY EGG Gallery)。
- 2月28日、RAY公式YouTubeアカウントにて新曲「GENERATION」Official Audioを公開。
- 3月1日、「IDOL is magic vol.1」（新宿 SAMURAI）に出演、コロナ・ウイルスの影響による他出演者全組がイベント出演を辞退したためワンマンとなる[43]。 1st ワンマンライブ「アイドル」連動企画第一弾として、月日が「波長」をテーマにした演出をファンと練り上げるインスタライブを配信。
- 3月8日、「月日生誕『ふれる春』」（横須賀 Younger Than Yesterday）を開催[44]。
- 3月14日、「アイドルと人狼7（阿佐ヶ谷 LoftA）に内山結愛と月日が出演。
- 3月15日、「鳥語花香〜白川さやか復帰公演〜」（目黒鹿鳴館）を開催[45]。受験のため活動休止中だった白川さやかが活動再開。
- 3月21日、月日がcollectionsにて『SKIP×SKIP 〜イルカの波長を感じたい〜』（静岡県伊東市 ドルフィンファンタジー）を開催。
- 3月22日、「ギュウ農フェス春のSPプレイベント最終号」（大塚Hearts＋、大塚Hearts Next）に出演[46]。
- 3月25日、1st ワンマンライブ「アイドル」連動企画第二弾として、白川さやかが「温度」をテーマにした演出をファンと練り上げるYouTubeを生配信。
- 3月27日、instagram生配信にて「RAYのツキイチ」開催。久しぶりに4人揃っての配信。
- 3月27日、「尊しあなたのすべてを」Official Music Videoを公開[47][48][49]。
- 4月2日、1st ワンマンライブ「アイドル」連動企画第三弾として、内山結愛が「粒子」をテーマにした演出をファンと練り上げるインスタライブを生配信。
- 4月3日、新曲「オールニードイズラブ/ALL NEED IS LOVE」Official AudioをYouTubeにて公開。
- 4月4日、1st ワンマンライブ「アイドル」連動企画第四弾として、甲斐莉乃が「波長」をテーマにした演出をファンと練り上げるインスタライブを生配信。内山結愛が初めてのTwitcastingにて生配信。これ以降、メンバー各々が日替わりでテーマを決めてツイキャス生配信を行う。
- 4月10日、noteにて「RAYのわちゃわちゃ交換日記」更新開始。
- 4月15日、1st Album『Pink』が5月23日にリリースを発表[50][51][52]。RAY公式YouTubeにて期間限定アルバムフル視聴開始(〜5月31日)。
- 4月24日、1stフルアルバム『Pink』がリリースに先駆けApple Music、Spotify、OTOTOYなど各種サブスク、配信サービスから配信開始。
- 4月26日、ライブ活動ができない状態だからこそできることをRAYメンバーが考えた「おうちcollectionシリーズ」をメンバー4人同時に発表。
- 5月1日、RAYお披露目1周年を記念して、「RAY - RAY001 the beginning of the dream 2019/5/1 at 渋谷チェルシーホテル」を公式YouTubeアカウントにて配信。
- 7月14日、1stアルバム『Pink』リリース記念60分無料配信ライブを開催[53]。「愛はどこいったの?」初披露[54]。
- 8月24日、RAY 1st ワンマンライブ「birth」を無観客配信ライブとして開催[55]。「17」「Fading Lights」初披露[56]。
- 8月29日、三度目の大阪遠征。「オフライン de ゼンリョクアトロ！」（梅田クラブクアトロ）に出演[57]。
- 9月19日、初の名古屋遠征。「オフライン de ゼンリョクアトロ！２」（名古屋クラブクアトロ）に出演[58]。
- 9月26日、白川さやか生誕祭「Sixteen！」開催[59]。
- 11月15日、内山結愛生誕祭「二十歳」(大塚Hearts Next)開催[60]。
- 11月19日、合同会社SOVAに移籍したことを発表[61]。
- 11月23日、月日によるインターネットラジオ「月夜のベーカリー」の定期配信(stand.fmにて毎週月曜日 21〜22時)開始。
- 11月28日、甲斐莉乃生誕祭「灰」開催[62]。
- 12月13日、2021年2月23日に開催される「白川さやか卒業公演 -ひかり-」をもって、白川さやかがRAYを卒業することが発表された[63][64][65][66][67]。

### 2021年
- 1月21日、RAY単独公演「40 minutes poetry vol.1」（clubasia）開催[68]。
- 1月26日、RAY単独公演「40 minutes poetry vol.2」（TSUTAYA O-Crest）開催[69]。
- 2月14日、昼、「バレンタイン衣装公演　〜Melty Kiss編〜」（clubasia）開催[70]。夜、「静と動」(渋谷clubasia)開催[71]。
- 2月20日、白川さやかのソロ曲「ダイヤモンドリリー」のMVがRAY公式YouTubeチャンネルにて公開された[72]。
- 2月23日、「白川さやか卒業公演 -ひかり-」（新宿BLAZE）開催[73]。白川さやかがRAYを卒業[74]。
- 3月2日、甲斐莉乃が配信トークイベント「愛せない日常と夜中のイヤホンで流れるアイドル」（共演: 成宮アイコ・大坪ケムタ・日野あみ）出演[75]。
- 3月27日、「内山結愛のB2BtoU vol.1」（阿佐ヶ谷LoftA、共演: 中村ソゼ(めろん畑a go go)・大坪ケムタ）開催[76]。
- 3月28日、月日生誕 昼公演「ヴァリエーション」(渋谷LOFT HEAVEN)および夜公演「パ・ド・トロワ(1・2部)」（青山月見ル君想フ）を開催[77]。
- 4月17日、単独公演「RAYの無銭ライブ〜いつもは撮影可能だけどこの日は珍しく撮影不可にしてみますしMilkywayのスーパー爆音とRAY楽曲の相性の良さに身を委ねつつRAYのパフォーマンスを堪能してもらえればいいな的なテーマでやりますのでおなじみの方もはじめましての方も是非是非ウェルカムです〜」（Shibuya Milkyway）開催[78]。
- 4月18日、甲斐莉乃 生誕祭「世」（Veats SHIBUYA）開催[79]。
- 5月22日、トークイベント「内山結愛のB2BtoU vol.2」（阿佐ヶ谷LoftA、共演: 出雲にっき・大坪ケムタ）開催[80]。RAY 2周年単独公演「RAY003 the character of the dream」（TSUTAYA O-Crest）開催[81]。
- 5月24日、2ndシングル『Yellow』が6月23日にリリースされることが発表された[82]。RAY公式YouTubeチャンネルにて、期間限定フル試聴公開開始（6月22日配信終了）。
- 5月27日、2ndシングル『Yellow』リリース記念として、RAY初となるインターネットサイン会開催[83]。
- 5月29日、RAY単独公演「RAY 45min FREE LIVE」（新宿LOFT）開催[84]。
- 6月15日、月日が配信トークイベント「アイドルの『歌』ってどうせアレでしょ？と言わせたくない研究会」（共演: 一色萌（XOXO EXTREME）・志賀ラミー（絶対忘れるな））に出演[85]。
- 6月16日、2ndシングル『Yellow』リリース記念 90分無料配信ライブ「Everything we can do now」を開催[86]。
- 6月19日、2ndシングル『Yellow』がApple Music、Spotify、OTOTOYなど各種サブスク、配信サービスから配信開始[87]。
- 6月23日、2ndシングル『Yellow』発売。同日、「コハルヒ」のミュージックビデオ（主演 月日）を公開[88][89]。同日21時より行われたMVのYouTubeプレミア公開では、7月3日にお披露目予定である新メンバーがコメント欄に登場した[90]。
- 6月28日、7月3日のお披露目に先駆け、新メンバーの8,000字超えインタビューが公開された[91][92]。
- 6月30日、YouTube生配信番組『Gate Beat』に出演[93]。
- 7月2日、NHK総合「シブヤノオト」のオープニングBGMに「レジグナチオン」が使用されることが発表された[94]。
- 7月3日、「わたし夜に泳ぐの」ライブ映像公開[95]。RAY2周年記念ワンマンライブ「moment」（白金高輪SELENE b2）を開催[96]。新メンバー、琴山しずくが加入[97]。「moment」を初披露[98]。
- 7月12日、月日・甲斐が配信イベント「HADO アイドルウォーズ IDOL FILE CUP」に出演（共演: 転校少女*・BenjaminJasmine）[99]。
- 7月16日、内山・琴山が配信イベント「HADO アイドルウォーズ IDOL FILE CUP」に出演（共演: 転校少女*・BenjaminJasmine・劇場版ゴキゲン帝国∞）[99]。RAYはこの大会で優勝し、優勝特典として雑誌「IDOL FILE」の特集ページに掲載される権利を得た。

- 7月18日、「安倍吉俊×甲斐莉乃 灰羽対談」開催[100]。

- 7月24日、四度目の大阪遠征[101]。「超・エクストロメ‼︎」（BANANA HALL）出演。
- 7月25日、遠征二日目、「超・エクストロメ‼︎」（PLUSWIN HALL大阪）出演。
- 8月1日、単独無料ライブ「RAY 45min FREE LIVE」（新宿LOFT）開催[102]。
- 8月15日、単独主催ライブ「soak up RAY」（渋谷Milkyway）開催[103]。
- 9月28日、内山がDOMMUNEの配信トークイベント「マイ・ブラッディ・ヴァレンタインの世界」（共演: 黒田隆憲、杉田元一、宇川直宏、野田努、SUGIURUMN）に出演[104][105]。
- 10月10日、2ndシングル『Yellow』リリースを記念し、グループ初となるリリースツアー「Route 68」を開催（町田CLASSIX、共演: まちだガールズ・クワイア）[106]。
- 10月23日、単独主催公演「現時点での披露可能曲全曲披露公演」開催（下北沢シャングリラ）[107]。
- 11月6日、内山結愛生誕 「Anthology 20160904 - 20211106 - 」開催（下北沢シャングリラ）[108]。
- 11月8日、甲斐・琴山が配信イベント「HADOアイドルウォーズ MUSIC B.B. CUP」に出演（共演: 劇場版ゴキゲン帝国∞、ショートカット部、deeper²、Happink Lip Makeup）[109]。
- 11月12日、雑誌『BRODY』 のコラボイベント開催（高田馬場BSホール）[110]。
- 11月15日、琴山・月日が配信イベント「HADOアイドルウォーズ MUSIC B.B. CUP」に出演（共演: 劇場版ゴキゲン帝国∞、ショートカット部、deeper²、Happink Lip Makeup）。
- 11月21日、月日が「ゑちゃんのこの子気になる会vol.11」に出演（新宿ROCK CAFE LOFT、共演: ゑりかちゃんべいびー）[111]。
- 11月22日、内山・甲斐が配信イベント「HADOアイドルウォーズ MUSIC B.B. CUP」に出演（共演: 劇場版ゴキゲン帝国∞、ショートカット部、deeper²、Happink Lip Makeup）。
- 11月25日、インターネットラジオ番組「シーオンの木6・C級トークRadio！」に出演（渋谷クロスFM、共演: C;ON）[112]。
- 12月12日、五度目の大阪遠征。「RAY 大阪ワンマン-リクエストアワード2021-」開催(OSAKA MUSE)[113]。
- 12月18日、内山結愛ソロ公演「Y」開催（吉祥寺 STAR PINE'S CAFE、ゲスト: 諭吉佳作/men、管梓）[114]。
- 12月22日、内山結愛の初オリジナルソロ曲「Y」のミュージックビデオがYouTubeにて公開された[115]。
- 12月25日、朗読詩人 成宮アイコとのコラボ曲「ひかりのファンファーレ」の配信開始、ミュージックビデオがYouTubeにて公開[116]。
- 12月27日、二度目の名古屋遠征。「エクストロメ‼︎名古屋‼︎」（名古屋 CLUB QUATTRO）に出演[117]。

### 2022年
- 1月1日、甲斐のソロ曲「ユメ」のミュージックビデオがYouTubeにて公開された[118]。
- 1月8日、六度目の大阪遠征。「エクストロメ大阪新年会‼︎」（心斎橋サンホール）に出演。
- 1月9日、大阪遠征二日目、「エクストロメ大阪新年会!!」（心斎橋サンホール）に出演。
- 1月11日、「LIQUIDROOMワンマン直前 60分無料配信ライブ」開催[119]。
- 1月18日、月日が1月23日のワンマンライブをもって活動休止することが発表された[120]。
- 1月21日、「moment」のミュージックビデオがYouTubeにて公開された[121]。
- 1月22日、3rdワンマンライブ「moment」のライブ映像がYouTubeにて期間限定で公開開始（1月23日、配信終了）[122]。
- 1月23日、4thワンマンライブ「PRISM」開催（EBISU LIQUIDROOM）[123]。月日が活動休止。
- 2月2日、内山が「“南波一海のヒアヒア”–内山結愛さんの場合–」に出演（LOFT9 Shibuya、共演: 南波一海）[124]。
- 2月6日、琴山しずく生誕「コット脳ハッピーバースデー」開催（大塚Hearts+）[125]。
- 2月14日、「TEST」のミュージックビデオがYouTubeにて公開された[126]。
- 2月17日、内山が「内山結愛のB2BtoU vol.3」に出演（阿佐ヶ谷ロフトA、共演: 夢際りん (yumegiwa last girl)、大坪ケムタ）[127]。
- 3月26日、甲斐莉乃生誕「春」開催（新宿LOFT）[128]。
- 4月2-3日、内山・甲斐・琴山（甲斐は4/3のみ）が現代美術展「アイドライゼーション・ポイント」のパフォーマンスに参加（横浜市民ギャラリーあざみ野）[129]。
- 4月15日、2ndアルバム「Green」が5月25日にリリースされることが発表された。同アルバムの期間限定フル視聴がYouTubeにて開始（5月24日、配信終了）[130]。
- 5月3日、2ndアルバム「Green」がApple Music、Spotify、OTOTOYなど各種サブスク、配信サービスから配信開始[131]。
- 5月8日、RAY 3周年記念ワンマンライブ「works」開催（白金高輪SELENE b2）[132]。
- 5月11日、For Tracy Hydeとのコラボレーションシングル「フランボワーズ・パルフェのために」のRAYバージョンが各種サブスク、配信サービスから配信開始[133]。
- 5月12日、内山がインターネットラジオ番組「アイドル第四会議室 vol.005」にゲスト出演[134]。同日、甲斐莉乃が5月17日のイベントをもって活動休止することが発表された[135]。
- 5月14日、RAY初の沖縄遠征。Ringwanderung, situasion全国ツーマンツアー 「NEW ERA TOUR」直前イベント1部に出演（沖縄Output、共演: Ringwanderung、situasion、nuance）[136]。
- 5月15日、沖縄遠征二日目。RAY 2ndアルバムリリース記念ツアー「パラレルフレルツアー沖縄」開催（沖縄Output）[137]。
- 5月17日、2nd album『Green』Release Party!!#2開催（新宿LOFT）[138]。甲斐が活動休止。
- 5月19日、『Green』リリース記念インターネットサイン会開催[139]。
- 5月25日、2ndアルバム『Green』発売[130]。
- 5月27日、7月23日に開催予定のワンマンライブをもって現体制(第2期)終了、およびグループの活動を休止することが発表された[140]。
- 5月28日、「パラレルフレルツアー東京」開催（渋谷WOMB）[141]。このライブから月日が復帰。
- 6月18日、「RAY単独主催65分ライブ」開催（渋谷Milkyway）[142]。
- 6月22日、「ムーンパレス」のリリックビデオがYouTubeにて公開された[143]。
- 7月2日、RAY初の北海道遠征。Ringwanderung, situasion全国ツーマンツアー 「NEW ERA TOUR」直前イベント1・2部に出演 （PENNY LANE 24、共演: Ringwanderung、situasion、タイトル未定）。
- 7月3日、北海道遠征二日目。「パラレルフレルツアー北海道」開催（札幌SPICE）。
- 7月6日、 「tipToe.『candlelight 』Release Party!!」出演（新宿LOFT）[144]。このライブから甲斐が復帰。
- 7月11日、7月23日のワンマンライブをもって甲斐・月日が脱退することが発表された[145]。
- 7月14日、「moment」が各種サブスク、配信サービスから配信開始[146]。
- 7月23日、現体制(第2期)ラストワンマンライブ「history」開催（新宿BLAZE）[147]。このライブをもって甲斐・月日が脱退。
- 8月9日、内山が「内山結愛のB2BtoU vol.4」に出演（阿佐ヶ谷ロフトA、共演: にしざあみずき（プシュケとラーガ）、大坪ケムタ）[148]。
- 9月18日、新加入するメンバー（愛海・月海まお・紬実詩）と新ビジュアルが公開された。[149]
- 9月19日、新体制お披露目単独公演「story00」と新体制初主催対バン「story01」開催(clubasia)[150]。
- 9月30日〜10月9日、琴山個展「コットマト展」開催（渋谷zakura）[151]。
- 10月22日、琴山しずく生誕「コットは高いヒールを履かない」開催 (Loft9 Shibuya)[152]。
- 11月20日、内山結愛生誕祭 「にゃんにゃん(22歳)フェス」開催 (Spotify O-crest)[153]。
- 11月26日、「RAYとRAYメンバーを知ってもらいたいイベント～RAYライブ25分＋各メンバーソロパート25分＋メンバーをよく知れるトークパート25分」開催（大塚 Hearts＋）。
- 11月26日、RAY主催対バン「Neighbor？vol.1」開催（大塚 Hearts＋　共演：学歴の暴力、SAKA-SAMA、SPECIAL CHEESE MENU、ポエトリープ、swaggg???）。
- 12月1日、代代代、クロスノエシスとの合同作品リリース＆ツアー開催発表。各グループ同名異曲3WAY SPLIT『ATMOSPHERE』発売を記念したスプリットツアー開催決定。
- 12月3日、無料単独ライブ「RAY 45min FREE LIVE!!!」開催（渋谷 Milkyway）。
- 12月5日、エクストロメ‼︎公式キャラクター（トロメくん、トロメちゃん）を琴山がデザイン。
- 12月18日、RAY主催対バン「Neighbor？vol.2」開催（大塚 Hearts Next 共演：ぴゅーぴるモ！、REBEL REBEL、沖縄電子少女彩、怠田ユニ、スパンコールグッドタイムズ）

### 2023年
- 1月8日、For Tracy Hyde とのスプリット7inchシングル『フランボワーズ・パルフェのために』リリースパーティ開催（新宿MARZ）。
- 1月14日、RAY×クロスノエシス×代代代 SPLIT EP 『ATMOSPHERE』先行配信開始。
- 1月14日、RAY×代代代×クロスノエシススプリットツアー SPLIT TOUR「ALMOST TRANSPARENT」インストア大阪編(リリースイベント)開催（大阪 ヨドバシカメラ マルチメディア梅田 B2 ヨドバシホール）。
- 1月15日、RAY×代代代×クロスノエシススプリットツアー SPLIT TOUR「ALMOST TRANSPARENT」大阪編開催（心斎橋SUN HALL）。
- 1月21日、「ATMOSPHERE」 MV公開。
- 1月29日、RAY×代代代×クロスノエシススプリットツアー SPLIT TOUR「ALMOST TRANSPARENT」静岡編開催（静岡 LIVE ROXY SHIZUOKA）。「バタフライエフェクト Remix / 代代代 prod. feat.小倉ヲージ」（振付：紬 実詩）初披露。
- 2月1日、RAY×代代代×クロスノエシススプリットツアー SPLIT TOUR「ALMOST TRANSPARENT」インストア東京編(リリースイベント)開催（タワーレコード渋谷店 B1F CUTUP STUDIO）。
- 2月6日、各メンバー目標をライブへ結晶させる決意表明的新体制初ワンマン「#RAY_Bud」開催（渋谷WWW）。  本公演中に、5月3日に４周年ワンマンライブ「#RAY_Bloom」（Spotify O-WEST）開催決定、および2023年2月・3月・4月の３ヶ月連続シングル配信リリース決定が告知された。また、RAY初のシューゲイズ・バラード曲「ため息をさがしに」(作詞・作編曲：ハタユウスケ)と、作詞：琴山しずく,  作編曲：みきれちゃんによる「呼吸と面影」の2曲が初披露目された。
- 2月12日、RAY×代代代×クロスノエシススプリットツアー SPLIT TOUR「ALMOST TRANSPARENT」福島編（昼夜公演）開催（福島 club sonic iwaki）。
- 2月17日、RAY×代代代×クロスノエシススプリットツアー SPLIT TOUR「ALMOST TRANSPARENT」東京編 TOUR FINAL 開催（新宿 LOFT）。扁桃炎で琴山欠席。チェキ撮影時には琴山パネル登場。
- 2月19日、3カ月連続シングル第1弾「読書日記」配信リリース。
- 2月19日、「RAY単独45分ライブ～RAYなりの節分＆バレンタイン～」開催（大塚Hearts Next）。
- 2月19日、RAY主催対バン「Neighbor？vol.3」開催（大塚 Hearts Next 共演：ねおち、The Candace、怠田ユニ、89-ハチキュウ-、SW!CH）。
- 2月24日～2月27日、台湾遠征。 　　2/24 台中ファンミーティング Feng Chia Night Market 　　2/25,26 浮現祭。「シルエット」新体制初お披露目。 　　2/27 台北ファンミーティング  Shuang Lian Morning Market  　　2/27 「LiGHTNiNG DANCE - VARiATiON -」台北三創生活園區 Clapper Studio
- 3月15日～3月21日、イケシブ×RAY presents「アイドル楽曲クリエイターの足元」開催。（イケシブLIVES / POPUP SPACE（イケシブ1F）展示参加・イベント出演：沖井礼二（TWEEDEES）、管梓（For Tracy Hyde、エイプリルブルー）、ハタユウスケ（cruyff in the bedroom）、岡田典之（空想委員会）、オガワコウイチ（おやすみホログラム）、JUN YOKOE（PLASTICZOOMS）、ishikawa（死んだ僕の彼女）、小林（アンプステーション））
- 5月3日、4周年ワンマン・ライブ『RAY_Bloom』を開催。
- 7月30日（夜）、RAY presents directed by 内山結愛 「tie in reaction」を開催（新宿LOFT）。出演：DOVVNTIME(吉田一郎不可触世界, SEI NAGAHATA)、柳瀬二郎(betcover!!)、JYOCHO、the pullovers、mekakushe、downt、RAY。
- 8月12日、現体制(第3期)初となる大阪でのワンマンライブ『魅・楽・可・踊・狂・+新』がメンバーの体調不良で延期となる。(新曲「Lightwave」初披露もイベント延期によりお預けになる。)
- 9月24日、現体制(第3期)1周年ワンマンライブ『NOISE_DANCE_FRENZY』を渋谷WWWにて開催。ワンマン前売りチケットがグループ初となるソールドアウト。
- 10月3日、3rd Album『Camellia』世界最速視聴会イベントを開催。(PANDALINDA Shinjuku)
- 10月18日、3rd Album『Camellia』CDリリース。
- 10月22日、RAY 3rd Album “Camellia” 再現ライブを開催。(大塚Hearts Next)　「KAMONE」ライブ初披露。
- 11月12日、轟美重音シリーズ・ライヴ「leave them all behind 2023」にアイドル・エクストリーム枠として出演。(代官山UNIT)　「津軽よされ節」(RAYアレンジVer.)を初披露。
- 11月23日(昼)、延期となっていた月海まお生誕「月海まおと音楽であそぼ！」を開催（大塚Hearts+）。
- 11月23日(夜)、RAY presents「RAY VS RAY BAND SET」を開催（大塚Hearts+）。RAY BAND SET 45分、RAY通常セット45分の計90分のライヴを行う。
- 12月17日(夕)、RAY Presents「表RAY VS 裏RAY 2 ROUND GIG」ROUND 1 　「裏RAY 45分ライブ 新体制お披露目以降披露回数の少ない順に45分やります」を開催（大塚Hearts Next）。
- 12月17日(夜)、RAY Presents「表RAY VS 裏RAY 2 ROUND GIG」ROUND 2 　「表RAY 45分ライブ 新体制お披露目以降披露回数の多い順に45分やります」を開催（大塚Hearts Next）。
- 12月21日(夜)、雪音海空合同生誕2023「空と雪」 に出演（新宿SAMURAI）。トナリア ユキネさんミソラさんの生誕イベント
- 12月23日(昼)、RAY presents「RAYなりのクリスマス」を開催（大塚Hearts+）
- 12月23日(昼)、RAY presents「RAYなりの大忘年会」を開催（大塚Hearts+）
- 12月30日、Owl Nest7-SOVA大忘年会- （代官山SPACE ODD）に出演。RAYが所属する事務所SOVAのアイドルグループが総出演。※オリジナルラベル蕎麦(乾麺)が配布された。
- 12月31日(昼)、「エクストロメ‼︎の大忘年会的なやつ‼︎ 」に出演（渋谷WOMB）

### 2024年
- 1月6日、RAY presents「新春！通常衣装のガチライブ30分&巫女衣装のおめでたいライブ30分」を開催（大塚Hearts+）。得点会は巫女衣装にて開催。「『METRO X』byエクストロメ‼︎ 」に出演（新宿MARZ）。
- 1月13日(夜)、【大阪遠征】「エクストロメ!!の大阪大新年会的なやつ!!DAY1」に出演（心斎橋サンホール）。
- 1月14日(昼)、【大阪遠征】RAYオフ会 in OSAKA 　「ギャルRAYちゃんずが接客するギャル飯店」に出演（アイドル飯店）。
- 1月14日(夕)、【大阪遠征】「エクストロメ!!の大阪大新年会的なやつ!!」に出演（心斎橋サンホール）。
- 1月27日(昼)、RAY presents「Relationship vol.5」 開催（大塚Hearts+）。きのホ。とのツーマンライブ。
- 1月27日(夜)、RAY presents directed by 内山結愛「tie in reaction vol.2」（大塚Hearts+）開催。tiny yawn、Subway Daydream、穂ノ佳（band set）を招聘。
- 1月30日(夜)、RAY presents THIS IS FEEDBACK RAY presents 「ACOUSTIC & FEEDBACK」 開催（高円寺HIGH）。
- 2月10日(土・昼)、大阪遠征初日。こぐまカリーPresents「Mash UP! バレンタインパーティー」に出演（GORILLA HALL OSAKA）。
- 2月11日(日・夜)、大阪遠征2日目。 NOCAPMATE Vol.01に出演（LIVE SPACE CONPASS）。
- 2月12日(月祝・昼)、大阪遠征3日目。RAY新体制初大阪ワンマン「魅・楽・可・踊・狂」 開催（アメリカ村 BEYOND）。2023年8月に延期となった大阪ワンマンをリベンジ開催。
- 2月12日(月祝・夕)、大阪遠征3日目。 RAY新体制初大阪ワンマンアフターパーティ(オフ会) を開催（大阪心斎橋・アイドル飯店）。
- 2月13日（火）、四季をテーマにしたシングル配信シリーズの第一弾「冬の手紙」が各メンバーソロバージョンを含む計6曲入りで配信開始。MVも公開。
- 2月14日(水) 、『脱却vol.5』バレンタイン編 に出演（Flowers Loft）。
- 2月23日(金・祝・朝) RAY presents「【無料】ラジオ体操＋ストレッチ＋筋トレ＋ライブ２曲＋チェキ会」 →延期
- 2月23日(金・祝・昼) RAY presents「かえってきた！私立RAY幼稚園」 を開催（大塚Hearts+）。
- 2月23日(金・祝・夜) RAY presents「管梓セトリ VS ハタユウスケセトリ VS みきれちゃんセトリ」を開催（大塚Hearts+）。「尊しあなたのすべてを」「スライド」「オールニードイズラブ」を第3期体制にて初披露。
- 3月9日、愛海が療養のため活動休止することが発表された。
- 4月3日、EP『vase』CDリリース。
- 4月16日、MO'SOME TONEBENDER制作楽曲「星座の夜空」を5月3日のワンマンライブにてお披露目することが発表される。
- 4月18日、愛海が5月3日のワンマンライブから復帰することが発表された。
- 4月30日、四季をテーマにしたシングル配信シリーズの第二弾「春なんてずっと来なけりゃいいのに」を配信開始。
- 5月3日、RAY発足5周年記念ワンマン・ライブ「The Most Cutting Edge Alternative Idol」を開催（渋谷 WWWX）。前売りチケットは公演2週間前に完売。新曲3曲「春なんてずっと来なけりゃいいのに」「星座の夜空」「See Ya!」を初披露。MCにて7月12-14日に韓国、7月26-28日に中国へのアジア・ツアー、9月21日に現体制2周年記念ワンマンライブ「Perennial」(Veats Shibuy)を開催することが発表された。この日から愛海が復帰。
- 6月23日、RAY presents「第一部 王道／第二部 オルタナティヴ」を開催（下北沢 CLUB251）。第二部 オルタナティブ公演にて「しづかの海」を第3期メンバーにて初披露。
- 7月9日、愛海が療養のため活動休止することが発表された。これによりASIA TOUR 2024に愛海は帯同しないこととなった。
- 7月12日、RAY ASIA TOUR 2024 KOREA(韓国)初日、「LoudCarnival vol.07 [co-star idol day]」に出演（SEOUL STUDIO MONGHYANG）Sponsored by IMU production。with NEO-ASFiK, C.LiTZ, WAGAON, X!DENT, NEKIRU
- 7月13日、RAY ASIA TOUR 2024 KOREA(韓国)2日目、「LoudCarnival vol.07 [co-star band & long set day]」に出演（SEOUL SPACE BRICK）Sponsored by IMU production。with Wapddi, baan, cotoba
- 7月14日、RAY ASIA TOUR 2024 KOREA(韓国)最終日、「LoudCarnival vol.07 [co-star idol & long set day]」に出演（SEOUL LIVEHALL PRISM）Sponsored by IMU production。with WAGAON, NEKIRU
- 7月16日、エクストロメに出演（新宿Loft）。tipToeとラスト対バン。
- 7月26日、RAY ASIA TOUR 2024 CHINA(中国)初日、上海 新歌空间にてライブ出演。with  透明教室与平行女孩, Tartars獭塔, MVS-1
- 7月27日、RAY ASIA TOUR 2024 CHINA(中国)2日目、広州 声音共和・昨日世界酒馆にてライブ出演。with 透明教室与平行女孩, Strawberry Lust梦莓
- 7月28日、RAY ASIA TOUR 2024 CHINA(中国)最終日、深川 BO LIVEにてライブ出演。with  透明教室与平行女孩, 咸空气
- 8月10日、RAYなりの夏フェス「RAY SUMMER FESTIVAL '24 TECHNO, SHOEGAZE, EMO, ALTERNATIVE」を開催（渋谷 CYCLONE）。Power Plant, My Lovely Birthday, Artifact, Suffering が出演（全てRAYの別名義）。
- 8月12日、紬実詩生誕「紬ぐ～詩を紬いで実らせたい～」を開催（大塚 Hearts+）。RAYとして40分ライブ、メンバーとのコラボ生誕パートでは内山と「GHOST BEAT(I to U $CREAMing!)」カバー(ダンスあり)、月海（アコギ演奏）と「バタフライエフェクト」、琴山（アコギ演奏）と「世界の終わりは君とふたりで」、独唱（ギター演奏：オガワコウイチ）で「moment」「Bloom」「ありがとうのプレゼント(有安杏果)」のカバーを披露。この日からRAYうちわを無料配布開始。
- 8月18日、RAY presents「Destroy the Wall」 を開催（渋谷CLUB QUATTRO）。downy、明日の叙景、MO'SOME TONEBENDER、RAYの4マン。MO'SOME TONEBENDERとRAYのコラボで「星座の夜空」もパフォーマンス。この日はRAY特典会を開催せず。
- 9月7日（昼）、「RAYメンバーが質問に答えまくるトークイベント〜内山・琴山編〜」を開催（大塚Hearts+）。内山と琴山が事前に受け付けた質問に答えまくるイベント。紬実詩（MC）大黒メロンちゃん（RAYプロデューサー・司会）。内山、琴山、紬がそれぞれ1曲ずつパフォーマンス。
- 9月7日（夜）、月海まお生誕「明/暗」を開催（大塚Hearts+）。明・暗をテーマにRAY明パート/月海ソロ明パート（「恋愛サーキュレーション(千石撫子(花澤香菜)カバー)」「グリズリーに襲われたら♡(神宿カバー)」）/RAY暗パート/月海ソロ暗パート(ノイズ生演奏)　の4部構成でライブを行った。
- 9月14日（夜）、RAY presents 「RAY VS RAY BAND SET」RAY BAND SET45分とRAY通常セット45分の計90分RAY単独公演を開催（吉祥寺 club SEATA）。RAY BAND SETのメンバーはGt.:ハタユウスケ(cruyff in the bedroom)、Gt.:Yoshiki Niioka(the terminal stage)、Ba.:JUN YOKOE(PLASTICZOOMS)、Dr.:MORIYASU MAEDA(ROCKET K, ex.SHORT CIRCUIT)、Manipulator.:KAG Jun（LUV REC）
- 9月15日（昼）、琴山しずく生誕「テクノガールなコットちゃん」を開催（渋谷Spotify O-nest）。RAYライブ30分、テクノガールライブ（琴山生誕ソロパート）30分の計60分公演。
- 9月21日（夜）、RAY現体制(※3期)2周年ワンマンライブ「Perennial」を開催（渋谷 Veats Shibuya）。新衣装お披露目と、新曲「夜来香迴旋」と「おとぎ」を初披露。12月から翌年5月までの期間、BELLRING少女ハートと東京・埼玉・大阪・北海道・福岡・名古屋をめぐるツーマン・ライブ・ツアー「NO MY WAY」開催と、12月30日にワンマンショー「全部、花　花と唄い、死ぬ」（Shibuya WWW）開催、5月4日渋谷CLUB QUATTROにてワンマンライブを開催することがそれぞれ発表された。
- 9月24日（夜）、RAY presents 「Relationship vol.7」を開催（下北沢シャングリラ）。クマリデパート、二丁目の魁カミングアウトとの3マンライブ。
- 9月27日（夜）、高知遠征初日。「アイドル戻り鰹フェス高知前夜祭」に出演（高知BAY5SQUARE）。
- 9月28日（昼）、高知遠征二日目。「アイドル戻り鰹フェス高知本祭」に出演（高知BAY5SQUARE）。
- 9月28日（夜）、高知遠征二日目。「初高知に乾杯！RAYと高知の美味しいご飯を楽しむオフ会」を開催。
- 9月29日（夜）、神戸遠征。RAY presents 「ダンス＆パーティ＆ショー」を開催（神戸 クラブ月世界）。
- 10月12日（昼）、RAY presents「RAY警察〜愛のスピード違反〜」を開催（大塚Hearts+）。
- 10月12日（夜）、RAY presents directed by 内山結愛「tie in reaction vol.3」開催（大塚Hearts+）。SPOILMAN 、the bercedes menz、RAYの3マン・ライブ。
- 10月13日（昼）、SOVA presents 「Owl Nest8」に出演（WOMB LIVE）。
- 10月14日（夜）、AQ debut live 『AAOQ』に出演（新宿MARZ）。
- 10月18日（夜）、Gran☆Ciel金曜主催公演「Ciel×Ring session.10」に出演（GOTANDA G7）。Gran☆Cielとの2マン・ライブ。
- 10月19日（昼）、TIF ASIA TOUR TOKYO 2024 EXTRAに出演（shibuya CYCLONE）。BELLRING少女ハート、ねえ、聴いてる？(NEKIRU)との3マン・ライブ。
- 10月20日（昼）、Tribu presents Floor’s Revengeに出演。フロア・ライブ。
- 10月25日（夜）、Punky Shgz  Party Vol.2 に出演（高円寺HIGH）。この日から活動休止中だった愛海が復帰。
- 10月26日（昼）、内山結愛Xアカウント15000フォロワー達成企画「内山結愛の15000歩ハードお散歩」を開催（目的地は浅草花やしき。散歩の模様はリアルタイム配信された）。目的地到着後は貸会議室（ふれあい貸し会議室 上野No60）にて参加無料の「散歩講義」を開催。
- 10月27日（昼）、 RAYによる秋のBBQオフ会を開催（フィールドアスレチック横浜つくし野）。
- 11月2日（昼）、RAY presents「Relationship vol.8」を開催（渋谷REX）。スパンコールグッドタイムズとのツーマンライブ。
- 11月3日（昼）、Hearts+ presents「秋のYOIMACHI」に出演（大塚 Hearts+）。
- 11月3日（夜）、アジアン・アーティストの祭典「BiKN shibuya 2024」にRAY BAND SETにて出演（Spotify O-WEST）。この日は普段NGな動画撮影可。
- 11月4日（月祝）、京都遠征。「ボロフェスタ2024」に出演（京都KBSホール）。
- 11月9日（昼）、RAY presents「みんなミュージシャン」を開催（大塚Hearts+）。RAYメンバーと「太鼓の〇人」風映像に合わせてお客さんが持ち寄った打楽器を演奏する参加型イベント。合奏に合わせたライブも披露。
- 11月9日（夕）、RAY presents「60min MELANCHOLIC LIVE」を開催（大塚Hearts+）。RAYの切ない楽曲にフォーカスした60分ライブ。
- 11月9日（夜）、公開レコーディング＆MV撮影を開催（大塚Hearts+）。新曲「NO WAY! LIFE GOES ON!」の公開レコーディング＆MV撮影。ライブで楽曲披露も行った。
- 11月10日、新宿の複数のライブハウスでのサーキットライブイベント「歌舞伎町 MUSIC CHRONICLE 2024」にRAY BAND SETにて出演（新宿LOFT）。
- 11月11日、各種サブスクリプション音楽配信サービスにて「初恋サイダー」カバーの配信開始。
- 11月13日 - 11月20日、琴山しずくが個展「コットリップ展」を開催（GALLERY KLYUCH  清澄白河）。自身が3Dモデリング・ソフトで作成した作品を2Dにて展示。
- 11月15日、Finger Runs × PANDAMIC × RAY 3マン『脱却』に出演（下北沢 Flowers Loft）。特典会はメンバー私服チェキ会。
- 11月17日（昼）、RAY presents「60min HAPPINESS&JOY LIVE」を開催（shibuya CYCLONE）。
- 11月18日 - 11月22日、内山結愛初個展『マニック・アイドル・アーカイブ』を開催（下北沢あ～とすぺ～すMASUO）。
- 11月23日、内山結愛生誕祭「マニック・アイドル・デコンストラクション」を開催（shibuya clubasia）。第三期にて「逆光」を初披露。
- 11月25日（夜）、RAY “Old stock” Release Eventを開催（タワーレコード新宿店9Fイベントスペース）。廃盤になっていた1st Album『Pink』CDの再発盤が予約開始された。
- 12月2日（夜）、RAY×BELLRING少女ハート SPLIT TOUR NO MY WAY 【東京】開催（新宿LOFT）。
- 12月4日（夜）、NEW AGE YAON STORY 8 に出演（下北沢 Flowers Loft）
- 12月6日（夜）、琴山しずくソロ出演。Cyblume Presents「琴山しずくと創作活動」 に出演（渋谷BEER BAR Cyblume）。
- 12月7日（夜）、『ワールドアキバシモキタツアー』 アキハバラ編 に出演（TwinBoxGARAGE）
- 12月8日（夜）、KAWAii is not ENOUGH supported by エクストロメ　に出演（下北沢シャングリラ）。
- 12月9日（夜）、内山結愛ソロ出演。「今、誰かが作った何かをきっかけに創ったモノを見ていた者達が集い、愛するモノとして語り合う夜 第10夜」に出演（代々木 A Talk Club WOOFER）。
- 12月10日（夜）、琴山しずくソロ出演。海中くらげ『透明少年』リリース記念イベント 『Transparent Boy』 に出演（下北沢 Flowers Loft）
- 12月14日（昼）、RAY presents「冬の山小屋かのようなライブ」 を開催（大塚Hearts+）。歌唱のみで「冬の手紙」ライブ初披露。
- 12月14日（夜）、RAY presents 「かわいすぎるRAYちゃんサンタがやってくる〜RAYver.初恋サイダーが3回聴ける日〜」を開催（大塚Hearts+）。「RAY ver. 初恋サイダー」をライブ初披露。
- 12月15日（昼）、『NEW AGE YAON 』 SUPER CONFUSION 2024 FINALに出演（日比谷野外音楽堂）。RAYお目当て特典：直近3ヶ月内ライブ動画5本視聴可能QRカードだった。
- 12月15日（夜）、BAHAMAS FEST に出演（渋谷 Spotify O-nest）。内山結愛がソロでWOZNIAKのライブにボーカルで参加。
- 12月18日（夜）、月海まおが「天下一ボブ道会4 -ボブ道大論争-」（トークイベント）にソロ出演（Naked Loft Yokohama）。
- 12月23日（夜）、RAY×BELLRING少女ハート SPLIT TOUR NO MY WAY 【埼玉】を開催（西川口Hearts）。
- 12月30日（夜）、RAY ONE-MAN SHOW「全部、花　花と唄い、死ぬ」を開催（渋谷 WWW）。VJ × Percussion × Flowersな演出のワンマンライブ。新曲「starburst」を初披露。公演後に「See Ya! Parannoul Remix」と「Feel Free To Remix Project」始動がアナウンスされた。
- 12月30日（深夜）、24:00から「See ya!」「See ya! - Remix (Parannoul)」の各種サブスクリプション・サービスでの配信開始。また、「Remixを気楽に楽しもう」という趣旨の「Feel Free To Remix Project」が始動。「See Ya!」のパラ・データ配布が開始された。
- 12月31日（昼）、RAY presents「2024年振り返りトーク＋ミニライブ」を開催（Spotify O-nest）。

### 2025年
- 1月2日（終日）、アイドル甲子園 in Spotify O-WEST -DAY1- に出演（Spotify O-WEST）。RAY結成以来初のアイドル甲子園出場となる。
- 1月4日（夕）、大阪遠征初日、RAY presents 「RAY IN THE DARK」を開催（梅田 BANANA HALL）。ダークなセットリストによる60分ワンマン。

- 1月4日（夜）、大阪遠征初日、RAY×BELLRING少女ハート SPLIT TOUR NO MY WAY 【大阪】を開催（梅田 BANANA HALL）。BELLRING少女ハートとRAYのツーマンライブ。
- 1月5日（昼）、大阪遠征二日目、RAY×BELLRING少女ハート主催対バン NO MY WAY Another axis【大阪】supported byエクストロメ‼ に出演（Yogibo META VALLEY）。
- 1月9日（夜）、Night: RAY × situasion presents 「Past + New = Now」vol.2に出演（渋谷 clubasia）。中止になっていた2024年8月16日の振替公演。
- 1月12日（終日）、KEEP AND WALK FEST 2025に出演（新宿LOFT）。
- 1月13日（祝・夜）、『new story』に出演（SUPERNOVA KAWASAKI）。
- 1月15日（夜）、「ベルRAYセッション -内山結愛×服部つばめ編- 」に内山結愛が出演（代々木 A Talk Club WOOFER）。トークのみ。
- 1月16日（夜）、Blue Color Palette Specialに出演（白金高輪SELENE b2）。
- 1月17日（夜）、正直者のディナーショーに月海まおがソロ出演（東新宿 PetitMOA）。
- 1月18日（夜）、[les nuits blanches ~白夜~]に出演（高円寺HIGH）。
- 1月19日（夜）、IDOL☆STAR -LIGHT- vol.16 に出演（銀座BASE GRANBELL）。
- 1月22日（夜）、RAY presents 「SHOEGAZE POINT」を開催（渋谷 WWWX）。Tokyo Shoegazer (東京酒吐座) とのツーマンライブ。
- 1月24日（夜）、内山結愛 presents 「tie in reaction vol.4」を開催（新宿 MARZ）。内山結愛×新宿MARZ 6ヶ月連続主催対バンvol.1。RAY、arti、くゆる のスリーマンライブ。
- 1月25日（昼）、大阪遠征初日。エクストロメ!!大阪 Afterglow of the New Year2025!! DAY1 に出演（心斎橋サンホール）。
- 1月25日（夜）、大阪遠征初日。RAY presents「通天閣の下にて待つ！RAYちゃんずと新世界プチ散策＆宴会オフ会」を開催（大阪某所）。オフ会。新世界〜天王寺周辺をプチ散策しながら宴会場ではRAYちゃんずと一緒に乾杯。
- 1月26日（終日）、大阪遠征二日目。エクストロメ!!大阪 Afterglow of the New Year2025!! DAY 2 に出演（心斎橋サンホール）。
- 1月28日（夜）、CCCに出演（代官山UNIIT）。
- 1月29日（夜）、THIS IS FEEDBACK RAY FEEDBACK SET「RAY vs 20 JC-120」を開催（高円寺HIGH）。ギターアンプ JC-120（通称「ジャズコ」）を20台敷き詰めたFEEDBACK NOISE ライブ。
- 2月2日（昼）、RAY presents 「またやるの！？何度でもやるよ！RAYとピューパ!!ツーマン」 を開催（大塚Hearts+）。
- 2月2日（夜）、RAY Presents 「Relationship vol.9」を開催（大塚Hearts+）。RAY楽曲「moment」「Bloom」の作家チームCoupleとツーマンライブ。
- 2月4日、体調不良のため愛海が2025年5月4日のワンマンライブをもって卒業することが公式アナウンスされる。
- 2月5日（夜）、Flowers Loft × 月刊PAM SPECIAL 3MAN LIVE 『BOOSTER』 supported by 脱却 vol.1 に出演（下北沢 Flowers Loft）。愛海の卒業公式発表から愛海が参加した初ライブとなる。
- 2月6日（夜）、内山結愛のB2BtoU vol.7 に内山結愛がソロ出演（阿佐ヶ谷ロフトA）。ゲスト：一色萌（XOXO EXTREME）、中村ソゼ（めろん畑 a go go）。トークイベント。
- 2月8日（昼）、RAY presents 「RAY IN THE DARK in TOKYO」を開催（shibuya CYCLONE）。ダークな曲目を中心に「暗闇の中の光」を表現する60分ライブ。
- 2月9日（夜）、IDOL☆STAR -LIGHT- vol.17に出演（銀座BASE GRANBELL）。
- 2月10日（夜）、SILENT RUNNING VOL・32に出演（SHIBUYA CYCLONE）。COCOBAT 、Sorry No Camisoleとのスリーマンライブ。
- 2月11日（祝・昼）、RAY BAND SET Presents 「HOW IDOL CLOSE TO BAND(SET)? vol.1」 を開催（Shibuya Milkyway）。集団とのツーマンライブ。
- 2月15日（終日）、武蔵野音楽祭蓮の音カーニバル2025に出演（CLUBSEATA）。
- 2月16日（昼）、RAY presents「旧々衣装＆旧衣装 70minライブ」を開催（下北沢シャングリラ）。
- 2月16日（夜）、RAY presents 「SWEET AND SOUR」を開催（下北沢シャングリラ）。ゲシュタルト乙女とのツーマンライブ。
- 2月18日、「NO WAY! LIFE GOES ON」MV公開。
- 2月22日（夜）、北海道遠征初日。RAY presents「北海道でRAYちゃんずと転がれ！ボーリングオフ会」を開催（北海道某所）。ボーリングオフ会。
- 2月23日（昼）、RAY×BELLRING少女ハート SPLIT TOUR NO MY WAY 1部【北海道（札幌）】を開催（SPiCE (スパイス札幌)）。
- 2月23日（夜）、RAY×BELLRING少女ハート SPLIT TOUR NO MY WAY 2部【北海道（札幌）】を開催（SPiCE (スパイス札幌)）。
- 2月24日（夜）、秋田ねねねフェス in Tokyo KONEBANE 第2部に内山結愛がソロ出演（SHIBUYA THE GAME）。内山が出演したラジオ番組ABSラジオ「秋田ねねねフェス実行委員会」のオフラインイベント。
- 2月26日（夜）、「SOVA弾き語り部」に琴山しずくと月海まおが出演（大塚Hearts Next）。
- 2月28日（夜）、内山結愛 presents 「tie in reaction vol.5」を開催（新宿MARZ）。内山結愛×新宿MARZ 6ヶ月連続主催対バンvol.2。And Protector 、Acle、RAYのスリーマンライブ。
- 3月1日（夕）、RAY presents「現体制(第3期)披露可能曲40曲程からくじ引き形式で曲目を決定する60分イベント」を開催（大塚Hearts Next）。久々のあの曲が見れるかもしれない、運試しな60分ライブ。
- 3月1日（夜）、RAY presents 「DJ RAYちゃんず」を開催（大塚Hearts Next）。12分 x 5人 = 60分のDJパーティーイベント。
- 3月2日（夜）、IDOL☆STAR -LIGHT- vol.18 に出演（銀座BASE GRANBELL）。
- 3月4日（夜）、RAY 『Seasons』 Release Eventに出演（タワーレコード新宿店9Fイベントスペース）。入場無料のリリース記念インストアライブ。
- 3月5日、Concept EP『Seasons』をCDでリリース。
- 3月8日（夜）、エクストロメ‼︎ に出演（新宿LOFT）。
- 3月10日（夜）、SOVA presents 「Owl Nest9」に出演（代官山SPACE OD）。出演はRAY、小宵めみ、airattic。
- 3月11日（夜）、『Seasons』EP発売記念インターネットサイン会に出演。
- 3月13日（夜）、hyperproof vol.15に出演（新代田FEVER）。
- 3月14日（夜）、RAY Concept EP 『Seasons』 Outstore Event に出演（下北沢Flowers Loft）。リリースイベント（ライブと特典会）。
- 3月15日（夜）、TIF ASIA TOUR 2025 in Tokyo に出演（白金高輪SELENE b2）。
- 3月16日（夜）、JYOCHO presents "超情緒大陸"にRAY BAND SETで出演（新宿LOFT、新宿MARZ）。
- 3月19日（夜）、「ベルRAYセッション -紬実詩×葵みと編-」に紬実詩がソロ出演（代々木 A Talk Club WOOFER）。紬実詩がRAYからソロで出演するのはこのイベントが初となる。
- 3月20日（昼）、愛海生誕「あみみ姫のバースデーティーパーティー」を開催（大塚Hearts+）。延期になっていた2024年の愛海生誕イベント。
- 3月20日（夜）、RAY presents 「Relationship vol.10」を開催（大塚Hearts+）。nicora ray arkとRAYのツーマンライブ。
- 3月22日（昼）、福岡遠征初日。RAY×BELLRING少女ハート SPLIT TOUR NO MY WAY 【福岡】に出演（LIVEHOUSE OP's）。
- 3月22日（夜）、福岡遠征初日。RAY presents「いっぱい食べりゃあよかろうもん！博多弁RAYちゃんずともつ鍋オフ会たい！〜2次会特典会もあるっちゃもんね〜」を開催（福岡某所）。鍋オフ会。
- 3月23日（昼）、福岡遠征二日目。RAY×BELLRING少女ハート主催対バン NO MY WAY  Another axis【福岡】 supported by IDOL by...!＆エクストロメ‼︎ に出演（LIVEHOUSE OP's）。
- 3月27日（夜）、Flowers Loft 5周年企画『脱却』新宿LOFTで生演奏しちゃうよ編 に出演（新宿LOFT）。RAYから月海まおが出演。月海NOISEセットによる楽器演奏ライブ。※琴山しずくも琴山PUNKセットにて出演予定だったが体調不良のため急遽出演キャンセルとなる。
- 3月27日、琴山しずくが入院のため活動休止することがXにて発表された。
- 3月28日（夜）、内山結愛 presents 「tie in reaction vol.6」を開催（新宿MARZ）。内山結愛×新宿MARZ 6ヶ月連続主催対バンvol.3。Cwondo、長瀬有花、RAYのスリーマンライブ。
- 4月1日（夜）、脱却×FOUR SHOTS『REUNIION』に出演（新宿LOFT）。
- 4月5日（夜）、名古屋遠征初日。RAY×BELLRING少女ハート SPLIT TOUR NO MY WAY 1部【愛知（名古屋）】に出演（名古屋 栄R.A.D）。BELLRING少女ハートとRAYのツーマンライブ。
- 4月6日（夜）、名古屋遠征二日目。RAY×BELLRING少女ハート主催対バン NO MY WAY //Another axis【名古屋】  supported byエクストロメ‼︎ に出演（名古屋 RAD HALL）。
- 4月7日（夜）、『ア・イ・タ・イ』DAY1〜古都レコード vs SOVA編〜に出演（新宿LOFT）。きのホ。、AQ、airattic、RAYによるフォーマンライブ。
- 4月8日（夜）、『IDOL AND READ 042』 発売記念トークショー&サイン会イベント」に内山結愛と月海まおが出演（書泉ブックタワー9階スペース）。
- 4月9日（夜）、RAY＆BELLRING少女ハートスプリットツアー「NO MY WAY」ファイナル直前決起集会！に出演（新宿ロフトプラスワン）。
- 4月9日、療養のため入院している琴山しずくについて、「当初2週間程度でライブ復帰予定だったが、ライブ復帰まで2ヶ月程度との医師判断があった」ことが公式からアナウンスされる。
- 4月10日（夜）、goodnight! records presents 「2 on 2」vol.4に出演（新宿MARZ）。
- 4月11日（夜）、starring MITOに出演（新宿LOFT）。みとみこ（BELLRING少女ハートの葵みと+ 紬実詩 のユニット）ほか。
- 4月12日（終日）、エクストロメ‼︎ presents『トロメ〜湯♨️』DAY 1 に出演（いわき湯本温泉 旅館こいと）。
- 4月13日（終日）、エクストロメ‼︎ presents『トロメ〜湯♨️』DAY 2に出演（いわき湯本温泉 旅館こいと）。
- 4月15日（夜）、NaNoMoRaL Presents『 整頓 vol.09 』に出演（西永福JAM）。
- 4月18日（夜）、SMACK AND PUNCH presents 『Welcome To The In Too Deep』に出演（下北沢CLUB Que）。SMACK AND PUNCH、THE STARBEMS、RAYのスリーマンライブ。
- 4月19日（昼）RAY presents「愛海がやりたいことをやり尽くすまで帰れまテン会」を開催（大塚Hearts+）。
- 4月19日（夜）、RAY presents 「月海・紬を深掘り！月海・紬各40分ずつ人柄やアイドル観、面白エピソードをトークで掘り下げ、最後はミニライブで締める90分イベント。内山も司会で登場」を開催（大塚Hearts+）。
- 4月20日（夜）、Tribu presents Floor’s MAXに出演（西永福JAM）。フロアライブ。
- 4月22日（夜）、IDOLGROW Vol.2に出演（新宿club SCIENCE）。
- 4月25日（夜）、内山結愛 presents 「tie in reaction vol.7」を開催（新宿MARZ）。内山結愛×新宿MARZ 6ヶ月連続主催対バンvol.4。リュベンス、yeti let you notice、RAYのスリーマンライブ。
- 4月26日（夕）、RAY BAND SET presents 「HOW IDOL CLOSE TO BAND(SET)? vol.2」を開催（Shibuya Milkyway）。-RAY VS RAY BAND SET-
- 4月26日（夜）、RAY presents 「大喜利にチャレンジ！トークメインの無料バラエティイベント〜最後にオーシャンゼリゼ歌います〜」を開催（Shibuya Milkyway）。
- 4月27日（昼）、ギュウ農フェス in ZEPP シン・ジュク 絶対彼女！に出演（Zepp Shinjuku）。
- 4月27日（夜）、FREE FRANTIKA vol.10に出演（新宿MARZ）。Finger RunsとRAYのツーマンライブ。
- 5月4日（夜）、TOUR NO MY WAY FINAL - RAY ONE-MAN SHOW -「Preserved Flowers」を開催（渋谷CLUB QUATTRO）。新曲「涙のいた場所」を愛海、内山、月海、紬の4人で初披露。琴山しずくは病気療養中のため不参加。本公演をもって愛海がRAYを卒業。
- 6月14日（昼）、RAY presents「琴山しずく、復帰おめでとう会！」を開催（大塚Hearts+）。2025年3月27日以降病気療養のため活動を休止していた琴山しずくがこのイベントから活動に復帰。

## ディスコグラフィー

### シングル
| # | タイトル | 発売日         | レーベル          | 販売形態        | 商品番号 | 収録曲                                                          | 備考                                                      |
| - | -------- | -------------- | ----------------- | --------------- | -------- | --------------------------------------------------------------- | --------------------------------------------------------- |
| 1 | Blue     | 2019年10月30日 | DISTORTED RECORDS | CD              | HZMI-001 | 1. Meteor 2. バタフライエフェクト 3. 世界の終わりは君とふたりで | リリースイベント 2019年10月15日タワーレコード渋谷店5階    |
| 2 | Yellow   | 2021年6月23日  | DISTORTED RECORDS | CD              | LSME2    | 1. コハルヒ 2. レジグナチオン 3. 17 4. Rusty Days               | 公式YouTubeにて期間限定フル視聴（2021年5月24日〜6月22日） |
| 2 | Yellow   | 2021年10月14日 | Gerpfast Records  | カセット        | -        | 1. コハルヒ 2. レジグナチオン 3. 17 4. Rusty Days               | 公式YouTubeにて期間限定フル視聴（2021年5月24日〜6月22日） |
| 2 | Yellow   | 2021年11月27日 | DISTORTED RECORDS | 12inch レコード | LSME6    | 1. コハルヒ 2. レジグナチオン 3. 17 4. Rusty Days               | 公式YouTubeにて期間限定フル視聴（2021年5月24日〜6月22日） |

### EP
| # | タイトル | 発売日       | レーベル        | 販売形態 | 商品番号 | 収録曲                                                                                  | 備考                                                                              |
| - | -------- | ------------ | --------------- | -------- | -------- | --------------------------------------------------------------------------------------- | --------------------------------------------------------------------------------- |
| 1 | vase     | 2024年4月3日 | Lonesome record | CD       | LSME61   | 1. Fading Lights 2. オールニードイズラブ 3. moment 4. 世界の終わりは君とふたりで        | 過去リリース曲4曲を第3期メンバーのボーカル、楽器隊を再録。再MIX等も施されている。 |
| 2 | Seasons  | 2025年3月5日 | Lonesome record | CD       | LSME73   | 1.春なんてずっと来なけりゃいいのに 2.アップサイドダウン 3.sunset hurts 4.冬の手紙、末筆 | 春夏秋冬をテーマにした新曲で構成されたコンセプトEP。                              |

### アルバム
| # | タイトル | 発売日         | レーベル          | 販売形態 | 商品番号 | 収録曲 | 備考 |
| - | -------- | -------------- | ----------------- | -------- | -------- | --- | --- |
| 1 | Pink     | 2020年5月23日  | DISTORTED RECORDS | CD       | HZMI-002 | 1. Fading Lights 2. バタフライエフェクト 3. 世界の終わりは君とふたりで 4. Blue Monday 5. ネモフィラ 6. Meteor 7. 尊しあなたのすべてを 8. 星に願いを 9. no title 10. GENERATION 11. シルエット 12. オールニードイズラブ 13. スライド (New Recording Version) 14. サテライト (New Recording Version) | 公式YouTubeにて期間限定アルバムフル視聴（2020年4月15日〜5月31日, 2021年5月24日〜6月22日, 2022年4月15日〜5月24日） |
| 1 | Pink     | 2021年6月8日   | Gerpfast Records  | カセット | -        | 1. Fading Lights 2. バタフライエフェクト 3. 世界の終わりは君とふたりで 4. Blue Monday 5. ネモフィラ 6. Meteor 7. 尊しあなたのすべてを 8. 星に願いを 9. no title 10. GENERATION 11. シルエット 12. オールニードイズラブ 13. スライド (New Recording Version) 14. サテライト (New Recording Version) | 公式YouTubeにて期間限定アルバムフル視聴（2020年4月15日〜5月31日, 2021年5月24日〜6月22日, 2022年4月15日〜5月24日） |
| 2 | Green    | 2022年5月25日  | DISTORTED RECORDS | CD       | LSME-17  | 1. 逆光 2. わたし夜に泳ぐの 3. Gravity 4. ムーンパレス 5. TEST 6. 17 7. スカイライン 8. コハルヒ 9. Rusty Days 10. レジグナチオン 11. 透明人間 12. しづかの海 13. 愛はどこいったの？ 14. ナイトバード 15. Rusty Message 16. Message                                                                | 公式YouTubeにて期間限定アルバムフル視聴（2022年4月15日〜5月24日）                                                 |
| 3 | Camellia | 2023年10月18日 | Lonesome Record   | CD       | LSME-51  | 1. Overture 2. 秘密がいたいよ 3. フロンティア 4. ディス・イズ・ノット・ア・ラブソング 5. KAMONE 6. 火曜日の雨 7. 読書日記 8. Lightwave 9. Bloom 10. マテリエ 11. ため息をさがして | 公式YouTubeにて期間限定アルバムフル視聴公開（2023年10月3日〜）                                                    |

### 配信のみリリース
| # | タイトル                                        | 配信開始日     | レーベル | 販売形態                                                       | 商品番号 | 参加曲 | 備考                                                                                                  |
| - | ----------------------------------------------- | -------------- | -------- | -------------------------------------------------------------- | -------- | --- | --- |
| 1 | KEEP IDOL ＆SHOEGAZE (Live at CLUB SEATA, 2024) | 2024年10月30日 | -        | Apple Music, Spotify他、各種サブスクリプション音楽配信サービス | -        | 1. Overture - Live at CLUB SEATA, 2024 2. 世界の終わりは君とふたりで - Live at CLUB SEATA, 2024 3. サテライト - Live at CLUB SEATA, 2024 4. 秘密がいたいよ - Live at CLUB SEATA, 2024 5. 尊しあなたのすべてを - Live at CLUB SEATA, 2024 6. ディス・イズ・ノット・ア・ラブソング - Live at CLUB SEATA, 2024 7. ため息をさがして - Live at CLUB SEATA, 2024 8. わたし夜に泳ぐの - Live at CLUB SEATA, 2024 9. バタフライエフェクト - Live at CLUB SEATA, 2024 | 2024年9月14日（夜）に開催された RAY presents 「RAY VS RAY BAND SET」のうち、RAY BAND SET LIVEを収録。 |

### コンピレーション等参加作品
| # | タイトル                         | 発売日         | レーベル             | 販売形態      | 商品番号  | 参加曲                                                                                         | 備考                                       |
| - | -------------------------------- | -------------- | -------------------- | ------------- | --------- | ---------------------------------------------------------------------------------------------- | ------------------------------------------ |
| 1 | Total Feedback 2020              | 2020年10月21日 | Only Feedback Record | CD            | JCSS14-20 | 1. 愛はどこいったの？                                                                          | コンピレーションアルバムに1曲参加。        |
| 2 | フランボワーズ・パルフェのために | 2022年7月20日  | P-VINE RECORDS       | 7inchレコード | P76463    | 1. フランボワーズ・パルフェのために (For Tracy Hide) 2. フランボワーズ・パルフェのために (RAY) | For Tracy Hide とのスプリット7inchシングル |

## オリジナル楽曲リスト
| #  | 発表日         | 曲名                                                       | 作詞                                         | 作曲                                                 | 編曲                                             | 振り付け         | 備考 |
| -- | -------------- | ---------------------------------------------------------- | -------------------------------------------- | ---------------------------------------------------- | ------------------------------------------------ | ---------------- | --- |
| 1  | 2019年5月1日   | Blue Monday                                                | みきれちゃん                                 | Kei Toriki (明日の叙景)                              | Kei Toriki (明日の叙景)                          | 琴羽             | 2019年5月1日「RAY001 the beginning of the dream」(渋谷CHELSEA HOTEL)にて初披露。 |
| 2  | 2019年5月1日   | バタフライエフェクト (Butterfly Effect)                    | 管梓 (For Tracy Hyde)                        | 管梓 (For Tracy Hyde)・みきれちゃん                  | みきれちゃん                                     | CHIHIRO          | 2019年5月1日「RAY001 the beginning of the dream」(渋谷CHELSEA HOTEL)にて初披露。 |
| 3  | 2019年7月14日  | grind_0                                                    | 内山結愛, 白川さやか                         | みきれちゃん                                         | みきれちゃん                                     | 甲斐莉乃, 月日   | 2019年7月14日「PREDAWN vol.3」(渋谷Milkyway)にて初披露。 2時間で作・編曲された楽曲を、メンバーがライヴ当日のステージ上で初めて聴き、即興で作詞と振り付けを施した。 |
| 4  | 2019年7月20日  | 世界の終わりは君とふたりで (The End of The World with You) | ハタユウスケ (cruyff in the bedroom)         | ハタユウスケ (cruyff in the bedroom)                 | ハタユウスケ (cruyff in the bedroom)             | CHIHIRO          | 2019年7月20日「ええじゃないか歌舞伎町」(新宿LOFT)にてライブ初披露。 |
| 5  | 2019年8月15日  | 星に願いを (Wish Upon a Star)                              | みきれちゃん                                 | Kei Toriki (明日の叙景)                              | Kei Toriki (明日の叙景)                          | riko             | 2019年9月7日「E.U.L vol.1」(新宿SAMURAI)にてライブ初披露。 |
| 6  | 2019年9月22日  | Meteor                                                     | Lilia Ijiri (OLDTIMER)                       | Elliott Frazier (Ringo Deathstarr )                  | Elliott Frazier (Ringo Deathstarr )              | riko             | 2019年9月22日「PREDAWN vol.5」(渋谷Milkyway)にてライブ初披露。 |
| 7  | 2019年11月14日 | no title                                                   | 甲斐莉乃                                     | みきれちゃん                                         | みきれちゃん                                     | 月日             | 2019年12月3日「エクストロメ FINAL FRONTIER【episode ⅱ】」(タワーレコード渋谷店B1 CUTUP STUDIO )にてライブ初披露。 |
| 8  | 2020年1月4日   | GENERATION                                                 | みきれちゃん                                 | みきれちゃん                                         | みきれちゃん                                     | riko             | 2020年1月4日「ドキッ！RAYだらけの新春大バラエティ祭り」(club SCIENCE)にて 振り付けなし・歌唱のみでプレ初披露。 2020年2月16日 「PREDAWN vol.9」(渋谷Milkyway)にて振り付けを初披露。 |
| 9  | 2020年1月29日  | 尊しあなたのすべてを (Everything About My Precious You)    | ハタユウスケ (cruyff in the bedroom)         | ハタユウスケ (cruyff in the bedroom)                 | ハタユウスケ (cruyff in the bedroom)             | riko             | 2020年1月29日「RINGO DEATHSTARR JAPAN TOUR 2020」東京公演にてライブ初披露。 2024年2月23日『RAY presents「管梓セトリ VS ハタユウスケセトリ VS みきれちゃんセトリ」』にて第3期体制ライブ初披露。 |
| 10 | 2020年4月3日   | オールニードイズラブ (ALL NEED IS LOVE)                    | みきれちゃん                                 | みきれちゃん                                         | みきれちゃん                                     | riko             | 2020年7月8日 「エクストロメ LIVE STREAM!!」(新宿LOFTより無観客ライブ配信)にてライブ初披露。 |
| 11 | 2020年4月15日  | Fading Lights                                              | 管梓 (For Tracy Hyde/エイプリルブルー)       | 管梓 (For Tracy Hyde/エイプリルブルー)               | 管梓 (For Tracy Hyde/エイプリルブルー)           | ナンシー         | 2020年8月24日 「RAY 1st Oneman Live 『birth』」(渋谷WWWXより無観客ライブ配信)にてライブ初披露。 |
| 12 | 2020年4月15日  | シルエット                                                 | Hiroyuki Imamura (The Florist)               | Hiroyuki Imamura (The Florist)                       | Hiroyuki Imamura (The Florist)                   | ナンシー         | 2020年7月8日 「エクストロメ LIVE STREAM!!」(新宿LOFTより無観客ライブ配信)にて初披露。 |
| 13 | 2020年4月15日  | スライド(『Pink』収録バージョン)                           | 管梓 (For Tracy Hyde/エイプリルブルー)       | 管梓 (For Tracy Hyde/エイプリルブルー)               | 管梓 (For Tracy Hyde/エイプリルブルー)           | ナンシー         | ・・・・・・・・・「スライド」のリメイク。振り付けもリメイクされている。 2020年7月19日「エクストロメ!!」(千葉市青葉の森公園芸術文化ホール)にてライブ初披露。 2024年2月23日『RAY presents「管梓セトリ VS ハタユウスケセトリ VS みきれちゃんセトリ」』にて第3期体制ライブ初披露。 |
| 14 | 2020年4月15日  | サテライト(『Pink』収録バージョン)                         | みきれちゃん、ジム                           | みきれちゃん、ジム                                   | みきれちゃん、ジム                               | YUKO             | ・・・・・・・・・「サテライト」のリメイク。 |
| 15 | 2020年7月14日  | 愛はどこいったの?                                          | ハタユウスケ (cruyff in the bedroom)         | ハタユウスケ (cruyff in the bedroom)                 | ハタユウスケ (cruyff in the bedroom)             | ナンシー         | 2020年7月14日 RAY 1stアルバム『Pink』リリース記念60分無料配信ライブにてライブ初披露。2020年9月19日「オフライン de ゼンリョクアトロ！2」(名古屋クラブクアトロ)にて振り付け初披露。 2023年10月29日、「Total Feedback-RAY 3rd Album “Camellia” Release Party(高円寺HIGH)」にて現体制(第3期)ライブ初披露。 2024年2月23日『RAY presents「管梓セトリ VS ハタユウスケセトリ VS みきれちゃんセトリ」』にて第3期体制ライブ初披露。 |
| 16 | 2020年8月20日  | 17                                                         | みきれちゃん                                 | Kei Toriki (明日の叙景)                              | Kei Toriki (明日の叙景)                          | ナンシー         | 2020年8月24日「RAY 1st Oneman Live 『birth』」(渋谷WWWXより無観客ライブ配信)にてライブ初披露。 |
| 17 | 2020年12月19日 | レジグナチオン                                             | ishikawa (死んだ僕の彼女)                    | ishikawa (死んだ僕の彼女)                            | ishikawa (死んだ僕の彼女)                        | ナンシー         | 2021年1月31日 Total Feedback(高円寺HIGH)にてライブ初披露。 |
| 18 | 2021年2月21日  | わたし夜に泳ぐの/I swim at night                           | ハタユウスケ (cruyff in the bedroom)         | ハタユウスケ (cruyff in the bedroom)                 | ハタユウスケ (cruyff in the bedroom)             | ナンシー         | 2021年2月23日「白川さやか卒業公演 -ひかり-」(新宿BLAZE)にてライブ初披露。 |
| 19 | 2021年5月22日  | Rusty Days                                                 | みきれちゃん                                 | みきれちゃん                                         | みきれちゃん                                     | ナンシー         | 2021年5月22日 「RAY003 the character of the dream」(TSUTAYA O-Crest)にてライブ初披露。 |
| 20 | 2021年5月24日  | コハルヒ                                                   | Tomoya Matsuura                              | Tomoya Matsuura                                      | Tomoya Matsuura                                  | ナンシー         | 2021年6月6日「Yellow」リリースイベント(HMV&BOOKS SHIBUYA 6F)にてライブ初披露。 |
| 21 | 2021年7月3日   | moment                                                     | Couple                                       | Couple                                               | Couple                                           | ナンシー         | 2021年7月3日「RAY2周年記念ワンマンライブ『moment』」(白金高輪 SELENE b2)にて初披露(歌唱のみ)。 2021年7月21日「エクストロメ‼︎×Lonesome Record RAY&NILKLY RELEASE EVENT‼︎」(新宿LOFT)にて振り付けを初披露。 |
| 22 | 2022年1月18日  | Fading Lights (English ver.)                               | 管梓 (For Tracy Hyde/エイプリルブルー)       | 管梓 (For Tracy Hyde/エイプリルブルー)               | 管梓 (For Tracy Hyde/エイプリルブルー)           | ナンシー         | 2022年1月23日「RAY 4th one-man live-PRISM-」（EBISU LIQUIDROOM）にて初披露。 |
| 23 | 2022年1月23日  | 逆光                                                       | みきれちゃん                                 | みきれちゃん                                         | みきれちゃん                                     | ナンシー         | 2022年1月23日「RAY 4th one-man live-PRISM-」（EBISU LIQUIDROOM）にて初披露。 |
| 24 | 2022年1月23日  | レジグナチオン (prism +3)                                  | ishikawa (死んだ僕の彼女)                    | ishikawa (死んだ僕の彼女)                            | Yoshiki Niioka (the terminal stage)              |                  | 2022年1月23日「RAY 4th one-man live-PRISM-」（EBISU LIQUIDROOM）にて初披露。原曲とアレンジが異なる。 |
| 25 | 2022年1月23日  | no title (prism +3)                                        | 甲斐莉乃                                     | みきれちゃん                                         | nakachi                                          | 月日             | 2022年1月23日「RAY 4th one-man live-PRISM-」（EBISU LIQUIDROOM）にて初披露。原曲とアレンジが異なる。 |
| 26 | 2022年1月23日  | バタフライエフェクト (prism +2)                            | 管梓 (For Tracy Hyde/エイプリルブルー)・月日 | 管梓 (For Tracy Hyde/エイプリルブルー)・みきれちゃん | みきれちゃん                                     | ナンシー         | 2022年1月23日「RAY 4th one-man live-PRISM-」（EBISU LIQUIDROOM）にて初披露。 サビのメロディと歌詞が原曲と異なる。 |
| 27 | 2022年1月23日  | TEST                                                       | 吉田一郎不可触世界                           | 吉田一郎不可触世界                                   | 吉田一郎不可触世界                               | ナンシー         | 2022年1月23日「RAY 4th one-man live-PRISM-」（EBISU LIQUIDROOM）にて初披露。 |
| 28 | 2022年1月23日  | ナイトバード                                               | 管梓 (For Tracy Hyde/エイプリルブルー)       | 管梓 (For Tracy Hyde/エイプリルブルー)               | 管梓 (For Tracy Hyde/エイプリルブルー)           | ナンシー         | 2022年1月23日「RAY 4th one-man live-PRISM-」（EBISU LIQUIDROOM）にて初披露。 |
| 29 | 2022年1月23日  | Message                                                    | 甲斐莉乃                                     | みきれちゃん                                         | Yoshiki Niioka (the terminal stage)              |                  | 2022年1月23日「RAY 4th one-man live-PRISM-」（EBISU LIQUIDROOM）にて初披露。 |
| 30 | 2022年1月23日  | From Summer to Anywhere, It's so Blue                      | みきれちゃん                                 | みきれちゃん                                         | みきれちゃん                                     | YUKO             | ・・・・・・・・・「Can You Feel The Change Of Seasons?」のアレンジ曲。2022年1月23日「RAY 4th one-man live-PRISM-」（EBISU LIQUIDROOM）にて初披露。 |
| 31 | 2022年1月23日  | Rusty Message                                              | みきれちゃん                                 | みきれちゃん                                         | みきれちゃん                                     | ナンシー         | 2022年1月23日「RAY 4th one-man live-PRISM-」（EBISU LIQUIDROOM）にて初披露。 |
| 32 | 2022年4月15日  | Gravity                                                    | Lilia Ijiri (OLDTIMER)                       | Daniel Knowles (Amusement Parks on Fire)             | Daniel Knowles (Amusement Parks on Fire)         | ナンシー         | 2022年5月6日 「エクストロメ!! presents RAY×美味しい曖昧×SANDAL TELEPHONE」（タワーレコード渋谷店 CUTUP STUDIO）にて初披露。 |
| 33 | 2022年4月15日  | ムーンパレス                                               | 管梓 (For Tracy Hyde/エイプリルブルー)       | 管梓 (For Tracy Hyde/エイプリルブルー)               | 管梓 (For Tracy Hyde/エイプリルブルー)           | ナンシー         | 2022年5月6日 「エクストロメ!! presents RAY×美味しい曖昧×SANDAL TELEPHONE」（タワーレコード渋谷店 CUTUP STUDIO）にて初披露。 |
| 34 | 2022年4月15日  | スカイライン                                               | 管梓 (For Tracy Hyde/エイプリルブルー)       | 管梓 (For Tracy Hyde/エイプリルブルー)               | 管梓 (For Tracy Hyde/エイプリルブルー)           | ナンシー         | 2022年5月8日 RAY 3周年ワンマンライブ「works」（白金高輪SELENE b2）にて初披露。 |
| 35 | 2022年4月15日  | 透明人間                                                   | Yusei Tsuruta (17歳とベルリンの壁)           | Yusei Tsuruta (17歳とベルリンの壁)                   | Yusei Tsuruta (17歳とベルリンの壁)               | ナンシー         | 2022年5月28日 「パラレルフレルツアー東京」（渋谷WOMB）にて振り付けのないアコースティックバージョンを初披露。 2022年7月19日「ライブ30分＋メンバーが着たい旧衣装（初期白衣装 or 第二弾紫衣装）で特典会」（新宿MARZ）で振り付けを初披露。 |
| 36 | 2022年9月19日  | 秘密がいたいよ                                             | ハタユウスケ (cruyff in the bedroom)         | ハタユウスケ (cruyff in the bedroom)                 | ハタユウスケ (cruyff in the bedroom)             | ナンシー         | 2022年9月19日 RAY新体制お披露目単独公演「story00」にてライブ初披露。 |
| 37 | 2022年9月19日  | 読書日記                                                   | みきれちゃん                                 | Mav (For Tracy Hyde)                                 | Mav (For Tracy Hyde)                             | ナンシー         | 2022年9月19日 RAY新体制お披露目単独公演「story00」にてライブ初披露。 |
| 38 | 2023年1月14日  | ATMOSPHERE                                                 | みきれちゃん                                 | みきれちゃん                                         | みきれちゃん                                     |                  | 2023年1月14日、RAY/代代代/クロスノエシス 3WAY SPLIT SINGLE『ATMOSPHERE』リリースイベント(ヨドバシカメラ マルチメディア梅田 B2ヨドバシホール)にてライブ初披露。 |
| 39 | 2023年1月29日  | バタフライエフェクト Remix / 代代代 prod. feat.小倉ヲージ  | 管梓                                         | 管梓・みきれちゃん                                   | 代代代 prod. feat.小倉ヲージ                     | 紬 実詩          | 2023年1月29日、ALMOST TRANSPARENT 静岡編 NIGHT (静岡 LIVE ROXY SHIZUOKA)にてライブ初披露。 |
| 40 | 2023年2月6日   | ため息をさがして                                           | ハタユウスケ (cruyff in the bedroom)         | ハタユウスケ (cruyff in the bedroom)                 | ハタユウスケ (cruyff in the bedroom)             | ナンシー         | 2023年2月6日、新体制ワンマン「#RAY_Bud」(渋谷WWW)にてライブ初披露。 |
| 41 | 2023年2月6日   | 呼吸と面影                                                 | 琴山しずく                                   | みきれちゃん                                         | みきれちゃん                                     | ナンシー         | 2023年2月6日、新体制ワンマン「#RAY_Bud」(渋谷WWW)にてライブ初披露。 |
| 42 | 2023年2月12日  | Overture                                                   | - (Instrumental)                             | みきれちゃん                                         | みきれちゃん                                     | - (振り付けなし) | 2023年2月12日、ALMOST TRANSPARENT 福島編 DAY (福島 club sonic iwaki)にてライブ初披露。いわゆるライブ時の登場曲。 |
| 43 | 2023年5月3日   | フロンティア                                               | 管梓                                         | 管梓                                                 | 管梓                                             | ナンシー         | 2023.05.03 RAY4周年ワンマンライブ「#RAY_Bloom」 (Spotify O-WEST)にてライブ初披露。 |
| 44 | 2023年5月3日   | ディス・イズ・ノット・ア・ラブソング                       | ハタユウスケ (cruyff in the bedroom)         | ハタユウスケ (cruyff in the bedroom)                 | ハタユウスケ (cruyff in the bedroom)             | ナンシー         | 2023.05.03 RAY4周年ワンマンライブ「#RAY_Bloom」 (Spotify O-WEST)にてライブ初披露。 |
| 45 | 2023年5月3日   | Bloom                                                      | 小林もも (Couple)                            | 永田涼司 (Couple)                                    | 永田涼司 (Couple)                                | ナンシー         | 2023.05.03 RAY4周年ワンマンライブ「#RAY_Bloom」 (Spotify O-WEST)にてライブ初披露。 |
| 46 | 2023年8月20日  | Lightwave                                                  | 管梓                                         | 管梓                                                 | 管梓                                             | ナンシー         | 2023年8月20日、”リーディング エクストロメ”にてライブ初披露。(福島県三崎公園野外音楽堂) |
| 47 | 2023年9月24日  | マテリエ                                                   | ishikawa(死んだ僕の彼女)                     | ishikawa(死んだ僕の彼女)                             | ishikawa(死んだ僕の彼女)                         |                  | 2023年9月24日、現体制(第3期)1周年ワンマンライブ『NOISE_DANCE_FRENZY』 (渋谷WWW)にてライブ初披露。 |
| 48 | 2023年9月24日  | 火曜日の雨                                                 | 青木ロビン                                   | 青木ロビン                                           | 青木ロビン                                       | ナンシー         | 2023年9月24日、現体制(第3期)1周年ワンマンライブ『NOISE_DANCE_FRENZY』にてライブ初披露。 |
| 49 | 2023年10月18日 | KAMONE                                                     | 青木ロビン                                   | 青木ロビン                                           | 青木ロビン                                       | ナンシー         | 2023年10月22日、「RAY 3rd Album “Camellia” 再現ライブ」(大塚Hearts Next)にてライブ初披露。 |
| 50 | 2024年2月13日  | 冬の手紙                                                   | みきれちゃん                                 | みきれちゃん                                         | みきれちゃん                                     |                  | 四季シリーズ第一弾配信シングル。各メンバーソロバージョンを含む計6曲Version収録。 2024年12月14日、RAY presents「冬の山小屋かのようなライブ」にて歌唱のみでライブ初披露。 |
| 51 | 2024年4月30日  | 春なんてずっと来なけりゃいいのに                           | ハタユウスケ(cruyff in the bedroom)          | ハタユウスケ(cruyff in the bedroom)                  | ハタユウスケ(cruyff in the bedroom)              | ナンシー         | 四季シリーズ第二弾配信シングル。2024年5月3日、５周年記念ワンマンライブ「The Most Cutting Edge Alternative Idol RAY」にてライブ初披露。 |
| 52 | 2024年5月3日   | 星座の夜空                                                 | 百々和宏(MO'SOME TONEBENDER)                 | 藤田勇(MO'SOME TONEBENDER)                           | 演奏:MO'SOME TONEBENDER                          | ナンシー         | 2024年5月3日、５周年記念ワンマンライブ「The Most Cutting Edge Alternative Idol RAY」にてライブ初披露。 |
| 53 | 2024年5月3日   | See ya!                                                    | みきれちゃん                                 | みきれちゃん                                         | みきれちゃん、Yoshiki Niioka(the terminal stage) | ナンシー         | 2024年5月3日、５周年記念ワンマンライブ「The Most Cutting Edge Alternative Idol」にてライブ初披露。2024年12月30日各種サブスクリプションサービスにて楽曲配信開始。 |
| 54 | 2024年9月21日  | 夜来香迴旋                                                 | ハタユウスケ                                 | ハタユウスケ                                         | ハタユウスケ                                     | ナンシー         | 2024年9月21日、RAY現体制（※3期）2周年記念ワンマンライブ「Perennial」にて初披露。 |
| 55 | 2024年9月21日  | おとぎ                                                     | 山北せな(ひとひら / その感激と記録)          | 山北せな(ひとひら / その感激と記録)                  | 山北せな(ひとひら / その感激と記録)              | ナンシー         | 2024年9月21日、RAY現体制（※3期）2周年記念ワンマンライブ「Perennial」にて初披露。 |
| 56 | 2024年11月9日  | NO WAY! LIFE GOES ON [Pre Mix ver.]                        | みきれちゃん                                 | みきれちゃん                                         | みきれちゃん                                     |                  | 2024年11月9日、「公開レコーディング＆MV撮影」にてライブ初披露。 |
| 57 | 2024年11月23日 | 逆光                                                       | みきれちゃん                                 | みきれちゃん                                         | みきれちゃん                                     | ナンシー         | 2024年11月23日、内山結愛生誕祭「マニック・アイドル・デコンストラクション」にて、第3期メンバーでのライブ初披露。 |
| 58 | 2024年12月30日 | starburst                                                  | 管梓(エイプリルブルー)                       | 管梓(エイプリルブルー)                               | 管梓(エイプリルブルー)                           | ナンシー         | 2024年12月30日、RAY ONE-MAN SHOW「全部、花 花と唄い、死ぬ」にてライブ初披露。 |
| 59 | 2025年2月18日  | NO WAY! LIFE GOES ON                                       | みきれちゃん                                 | みきれちゃん                                         | みきれちゃん                                     |                  | MV公開。 |
| 60 | 2025年3月14日  | アップサイドダウン                                         | Couple                                       | Couple                                               | Couple                                           | ナンシー         | 2025年3月14日、RAY Presents 「Relationship vol.9」にてライブ初披露。 |
| 61 | -              | sunset hurts                                               | みきれちゃん                                 | みきれちゃん                                         | みきれちゃん                                     | -                | EP『Seasons』収録。ライブ未披露 |
| 62 | -              | 冬の手紙、末筆                                             | みきれちゃん                                 | みきれちゃん                                         | みきれちゃん                                     | -                | 「冬の手紙」のリアレンジ別バージョン。EP『Seasons』収録。ライブ未披露 |
| 63 | 2025年5月4日   | 涙のいた場所                                               | ハタユウスケ                                 | ハタユウスケ                                         | ハタユウスケ                                     | ナンシー         | TOUR NO MY WAY FINAL - RAY ONE-MAN SHOW -「Preserved Flowers」にてライブ初披露。 |

### カバー楽曲
出演メンバー全員でパフォーマンスを行ったカバー楽曲の一覧。
| #  | 発表日         | 曲名                                | 原曲アーティスト         | 振り付け | 備考 |
| -- | -------------- | ----------------------------------- | ------------------------ | -------- | --- |
| 1  | 2019年5月1日   | ネモフィラ                          | ・・・・・・・・・       | riko     | 「RAY001 the beginning of the dream」(渋谷CHELSEA HOTEL)にて初披露。                                                                                           |
| 2  | 2019年5月1日   | サテライト                          | ・・・・・・・・・       | YUKO     | 「RAY001 the beginning of the dream」(渋谷CHELSEA HOTEL)にて初披露。                                                                                           |
| 3  | 2019年5月9日   | スライド                            | ・・・・・・・・・       | YUKO     | 「Mitsudomoe Vol.4」(目黒鹿鳴館)にて初披露。 |
| 4  | 2019年5月26日  | 彼女が冷たく笑ったら                | 死んだ僕の彼女           | riko     | 「xoxo(Kiss&Hug) EXTREME 一色萌生誕ライブ～萌フェス2019～」(下北沢SHELTER)にて初披露。                                                                         |
| 5  | 2019年8月11日  | しづかの海                          | ・・・・・・・・・       | YUKO     | 「RAYの夏祭り」(大塚HeartsNext)にて初披露。 |
| 6  | 2019年11月9日  | ハート型ウイルス                    | AKB48 (Team A)           |          | 「内山結愛生誕＋RAY長めライブ」（原宿ストロボカフェ）にて披露。                                                                                                |
| 7  | 2019年12月9日  | 1998-                               | ・・・・・・・・・       | YUKO     | 「choir loft -アナスィ〜★スペシャル-」（新宿LOFT）にて初披露。                                                                                                 |
| 8  | 2019年12月28日 | 東京マヌカン                        | ピノキオピー             |          | 「PREDAWN vol.7」 (Shibuya Milkyway)にて披露。 |
| 9  | 2020年2月22日  | 5センチメンタル                     | アイドルネッサンス       |          | 「RAY持ち曲全曲披露無料イベント」（大塚Hearts+）にて披露。 |
| 10 | 2020年11月4日  | サイン                              | ・・・・・・・・・       | ナンシー | 「エクストロメ!!」(渋谷O-nest)にて初披露。 |
| 11 | 2020年11月15日 | 極LOVE浄土                          | クマリデパート           | idomin   | 内山結愛生誕祭「二十歳」にて披露。 |
| 12 | 2020年12月15日 | Floor                               | For Tracy Hyde           | ナンシー | 「エクストロメ‼︎ presents SAKA-SAMA『君が一番かっこいいじゃん』リリース記念イベント‼︎」(渋谷O-nest)にて初披露。                                                  |
| 13 | 2021年3月28日  | blue moon.                          | tipToe.                  | YUKO     | 月日生誕「パ・ド・トロワ」第一・二部（青山月見ル君想フ）にてダンスカバーを披露。                                                                               |
| 14 | 2021年4月18日  | ふたりのダイアリー                  | ・・・・・・・・・       | YUKO     | 甲斐莉乃 生誕祭「世」(Veats SHIBUYA)にて披露。 |
| 15 | 2021年7月17日  | ルミネイション                      | NaNoMoRaL                |          | 「Tribu pre.RAY×NaNoMoRaL」（西永福JAM）にて披露。 |
| 16 | 2021年11月7日  | Nichijo                             | ピューパ!!               |          | 「Trbu pre.れいとぴゅーぱ」（渋谷MILKYWAY）にて披露。 |
| 17 | 2022年1月23日  | Can You Feel The Change Of Seasons? | ・・・・・・・・・       | YUKO     | RAY 4thワンマンライブ「PRISM」(EBISU LIQUIDROOM)にて初披露。                                                                                                   |
| 18 | 2022年1月23日  | Back And To The Left                | Texas is the Reason      | ナンシー | RAY 4thワンマンライブ「PRISM」(EBISU LIQUIDROOM)にて初披露。                                                                                                   |
| 19 | 2022年2月6日   | 年をとろう                          | THE BLUE HEARTS          |          | 琴山しずく生誕「コット脳ハッピーバースデー」（大塚Hearts+）にて披露。                                                                                          |
| 20 | 2022年3月19日  | Over The Future                     | 可憐Girl's               |          | 「RAY’s 319 DAY!」（渋谷Milkyway）にて披露。 |
| 21 | 2022年5月11日  | フランボワーズ・パルフェのために    | For Tracy Hyde           |          | 2022年に5月11日に配信開始。 |
| 22 | 2022年11月20日 | ネコちゃんになっちゃうよ〜          | クマリデパート           | idomin   | 内山結愛生誕祭「にゃんにゃん(22歳)フェス」にて披露。 |
| 24 | 2023年5月3日   | サイン                              | ・・・・・・・・・       | ナンシー | 2023.05.03 RAY4周年ワンマンライブ「#RAY_Bloom」 Spotify O-WESTにて現5人体制で初披露。                                                                          |
| 25 | 2023年6月11日  | Show me the season                  | Maserati                 | ナンシー | 2023年6月11日、RAY 45min FREE LIVE「ELECTRIC/DANCE/FRENZY」(大塚Hearts+)にてライブ初披露。Maseratiの『Inventions for the New Season 』収録の楽曲。             |
| 26 | 2023年8月27日  | maboroshi (produced by RAY)         | ピューパ!!               | 紬 実詩  | 「Relationship vol.3」にてライブ初披露。楽曲相互アレンジ Ver.                                                                                                  |
| 27 | 2023年11月12日 | 津軽よされ節                        | Traditional (青森県民謡) |          | 2023年11月12日、leave them all behind 2023 (代官山UNIT)にてライブ初披露。(Directed by 川嶋志乃舞、Produced by みきれちゃん による青森県民謡の独自アレンジVer.) |
| 28 | 2024年6月23日  | しづかの海                          | ・・・・・・・・・、RAY  |          | RAY presents「第二部 オルタナティヴ」公演にて、第3期メンバーで初披露。                                                                                         |
| 29 | 2024年12月14日 | 初恋サイダー                        | Buono!                   |          | RAY presents 「かわいすぎるRAYちゃんサンタがやってくる〜RAYver.初恋サイダーが3回聴ける日〜」にてライブ初披露。                                                 |

### Remix
| # | 発表日 | 曲名            | Remixer   | 作詞         | 作曲         | 編曲 | 振り付け | 備考                                                         |
| - | ------ | --------------- | --------- | ------------ | ------------ | ---- | -------- | ------------------------------------------------------------ |
| 1 | -      | See ya! - Remix | Parannoul | みきれちゃん | みきれちゃん | -    | -        | 2024年12月30日、各種サブスクリプションサービスにて配信開始。 |

### ソロ楽曲
| # | 発表日         | メンバー   | 曲名               | 作詞                     | 作曲                     | 編曲               | 振り付け   | 備考                                                                                |
| - | -------------- | ---------- | ------------------ | ------------------------ | ------------------------ | ------------------ | ---------- | ----------------------------------------------------------------------------------- |
| 1 | 2019年9月28日  | 白川さやか | ダイヤモンドリリー | 篠崎あやと, 橘亮祐       | 篠崎あやと, 橘亮祐       | 篠崎あやと, 橘亮祐 | 本条万里子 | collectionsプロジェクト『オリジナルソロ曲のMVをつくりたい！』にて制作された。       |
| 2 | 2020年11月28日 | 甲斐莉乃   | ユメ               | 甲斐莉乃                 | 甲斐莉乃                 | 甲斐莉乃           |            | collectionsプロジェクト『甲斐莉乃 ～作曲～』にて制作された。                        |
| 3 | 2021年11月6日  | 内山結愛   | Y                  | 諭吉佳作/men             | 諭吉佳作/men             | 諭吉佳作/men       |            | collectionsプロジェクト『内山結愛はオリジナルソロ曲を歌いたい！』にて制作された。   |
| 4 | 2022年3月26日  | 甲斐莉乃   | 明くる日           | 甲斐莉乃                 | 甲斐莉乃                 | 甲斐莉乃           |            | 甲斐莉乃生誕「春」で初披露。                                                        |
| 5 | 2022年8月28日  | 琴山しずく | おまじない         | タバタヒナ (THE TOMBOYS) | タバタヒナ (THE TOMBOYS) | THE TOMBOYS        |            | collectionsプロジェクト『絵画を学び、個展を開催したい！』にて制作された。           |
| 6 | 2023年5月22日  | 内山結愛   | 狂う               | 春ねむり                 | 春ねむり                 | 春ねむり           |            | 吉田豪&南波一海の #このアイドルが見たい 2023立夏」にてライブ初披露。(shibuya Loft9) |

### コラボレーション参加楽曲
| # | 発表日         | アーティスト         | 曲名                   | 作詞       | 作曲           | 編曲           | 振り付け | 備考                                                                      |
| - | -------------- | -------------------- | ---------------------- | ---------- | -------------- | -------------- | -------- | ------------------------------------------------------------------------- |
| 1 | 2021年12月25日 | 成宮アイコ feat. RAY | ひかりのファンファーレ | 成宮アイコ | クロダセイイチ | クロダセイイチ |          | 成宮アイコのポエトリーリーディングとRAYのコーラスによるコラボレーション。 |

### Show Me The Season
RAYが時折ライブでカバーするMaseratiの楽曲「Show Me The Season」のライブ披露データです。
| #  | 発表日               | イベント名                                                          | 場所                   |
| -- | -------------------- | ------------------------------------------------------------------- | ---------------------- |
| 1  | 2023年6月11日（昼）  | ELECTRIC/DANCE/FRENZY                                               | 大塚Heearts+           |
| 2  | 2023年6月11日（夜）  | RAY presents 「Relationship vol.1」                                 | 大塚Heearts+           |
| 3  | 2023年6月17日（昼）  | RAYとLet’s Dance!!                                                  | ノアスタジオ都立大3st  |
| 4  | 2023年7月2日（夜）   | RAY presents 「Relationship vol.2」                                 | 大塚Hearts Next        |
| 5  | 2023年7月28日（夜）  | RAY単独主催 「RAYのライブ上から見るか、下から見るか、横から見るか」 | 新宿MARZ               |
| 6  | 2023年11月5日（夕）  | Hearts+ presents「秋のYOIMACHI」                                    | ホットヨガ跡地ステージ |
| 7  | 2023年11月23日（昼） | 月海まお生誕「月海まおと音楽であそぼ」                              | 大塚Heearts+           |
| 8  | 2023年12月17日（夕） | RAY Presents「表RAY VS 裏RAY 2 ROUND GIG」ROUND 1                   | 大塚Hearts Next        |
| 9  | 2025年2月8日（昼）   | RAY presents「RAY IN THE DARK in TOKYO」                            | shibuya CYCLONE        |
| 10 | 2025年3月13（夜）    | "hyperproof" vol.15                                                 | 新代田FEVER            |

## collections
「collections」はアイドルに特化した、新しいクラウドファンディングプラットフォーム。
|            | 実施日                                                     | collectionタイトル                                       | 場所                                     | 支援期間                                | 備考 |
| ---------- | ---------------------------------------------------------- | -------------------------------------------------------- | ---------------------------------------- | --------------------------------------- | --- |
| 甲斐莉乃   | 2019年4月13日                                              | 甲斐莉乃 〜死生祭〜                                      | 原宿 STOROBE CAFE                        | 2019年3月12日20:00〜 2019年4月14日24:00 | ゲスト出演:里咲りさ、柚木萌花、白川さやか ※RAY発表前 |
| 内山結愛   | 2019年5月3日                                               | 内山結愛は瓦割りがしたい！                               | 二子玉川公園から多摩川河川敷に出たところ | 2019年3月25日20:00〜 2019年4月22日      | ・河原で瓦割り、チェキ会を開催。瓦割りの模様はYouTubeにて生配信された。                                                                                             |
| 白川さやか | お披露目は2019年9月28日 の"白川さやか生誕 + RAY長めライブ" | キラキラなアイドルソングを歌いたい!!                     | - (原宿 STROBE CAFEにて初披露)           | 2019年4月11日18:45〜 2019年7月10日22:00 | - 楽曲ディレクションはメロンちゃんが担当予定。 - 作詞、作曲、編曲:篠崎あやと/橘亮祐 - 楽曲タイトルが「ダイアモンドリリー」に決定。                                  |
| 白川さやか | 2019年6月1日                                               | 綺麗な海を少しでも取り戻したい!!                         | 横浜「野島公園」沿岸                     | 2019年5月23日18:45〜 2019年6月8日       | ・ゴミ拾い、潮干狩り、チェキ会を開催。 - RAYメンバーの内山結愛、甲斐莉乃、月日も参加。                                                                              |
| 月日       | Webにて2020年2月29日一般公開                               | ドキュメンタリー映像をのこしたい                         | -                                        | 2019年6月12日〜 2019年7月14日22:00      | ・2019年12月31日に支援者限定先行公開 - 2020年2月29日に一般公開された。                                                                                              |
| 甲斐莉乃   | 2019年11月2日                                              | 甲斐莉乃 〜竹馬〜                                        | 代々木公園某所                           | 2019年9月4日22:00〜2019年9月30日23:59   | 竹馬にすこしでも興味がある方、甲斐莉乃と一緒に竹馬と触れ合いませんか？                                                                                              |
| 甲斐莉乃   | 2019年9月28日〜10月11日 13:00〜19:00 ※月・火休み           | 甲斐莉乃 〜個展〜 『403 Forbidden』                      | 水道橋 Ohshima Fine Art                  | 2019年9月14日22:00〜2019年10月11日23:59 | 会期は2019年9月28日(土)〜10月11日(金) 13:00〜19:00 |
| 月日       | 手術無事完了                                               | 『SKIP×SKIP 〜手術チャレンジ〜』                         | -                                        | 2019年11月30日〜2019年12月27日          | 扁桃腺摘出手術を受けて、同時公開のバンジー編に万全の体調で挑むためのSKIP x SKIP 第0弾！ 支援者には【月一年ボイス】【プライベートメール】【X-RAYキーホルダー】など。 |
| 月日       | 2020年1月26日                                              | 『SKIP×SKIP 〜翼をください〜』                           | 茨城県 竜神大吊橋バンジー                | 2019年11月30日〜2020年1月23日           | いっとき、ニンゲンを放棄し、野生に還りたいという願いを叶えるバンジー。SKIP x SKIP 第1弾！                                                                           |
| 月日       | 2020年3月21日                                              | 『SKIP×SKIP 〜イルカの波長を感じたい〜』                 | 静岡県伊東 ドルフィン・ファンタジー      | 2020年3月4日〜2020年3月18日             | 生命の源、海に還り、イルカの波長を感じたいという願いを叶えるSKIP x SKIP 第2弾！                                                                                     |
| 白川さやか |                                                            | 絵本づくりで笑顔をつくろう!!                             |                                          | 2020年4月26日〜2020年5月24日            | ライブ活動ができない状態だからこそできることをRAYメンバーが考えた、「おうちcollectionシリーズ」4人同時スタート！                                                    |
| 内山結愛   |                                                            | 内山結愛はお店を開きたい！                               |                                          | 2020年4月26日〜2020年5月24日            | ライブ活動ができない状態だからこそできることをRAYメンバーが考えた、「おうちcollectionシリーズ」4人同時スタート！                                                    |
| 月日       |                                                            | VRでライブを届けたい！                                   |                                          | 2020年4月26日〜2020年5月24日            | ライブ活動ができない状態だからこそできることをRAYメンバーが考えた、「おうちcollectionシリーズ」4人同時スタート！                                                    |
| 甲斐莉乃   |                                                            | 甲斐莉乃 ～作曲～                                        |                                          | 2020年4月26日〜2020年5月24日            | ライブ活動ができない状態だからこそできることをRAYメンバーが考えた、「おうちcollectionシリーズ」4人同時スタート！                                                    |
| 月日       |                                                            | オーダーメイドのイヤモニを製作し、特別なライブがしたい！ |                                          | 2020年9月24日～2020年12月15日           | イヤモニをオーダーメイドで製作し、イヤモニがあるからこそできるライブイベントをお届けする                                                                            |
| 白川さやか |                                                            | オリジナルソロ曲のMVをつくりたい！                       |                                          | 2020年12月18日～2021年2月28日           | 卒業に際して「ダイヤモンドリリー」の「キラキラMV」をオリジナル衣装と振付つきで作り上げ、公開するため                                                                |
| 内山結愛   |                                                            | 内山結愛はオリジナルソロ曲を歌いたい！                   |                                          | 2021年5月30日～2021年7月7日             | |
| 甲斐莉乃   |                                                            | 甲斐莉乃 〜芋掘り〜                                      |                                          | 2021年11月12日～2021年12月30日          | |
| 琴山しずく |                                                            | 絵画を学び、個展を開催したい！                           |                                          | 2022年2月28日～2022年5月9日             | |
| 甲斐莉乃   |                                                            | 甲斐莉乃～腰を治す～                                     |                                          | 2022年7月23日～2022年8月31日            | |
| 内山結愛   |                                                            | 内山結愛はオリジナルソロ曲をもっと歌いたい！             |                                          | 2022年9月24日～2022年11月25日           | |
| 甲斐莉乃   |                                                            | 甲斐莉乃～楽曲発注～                                     |                                          | 2022年12月9日～2022年12月31日           | |

## アナザー甲斐莉乃
笹田晋平『Jericho's raft and fifteen guardians〜ジェリコーの筏と15人の守護者〜』のモデルとして、甲斐莉乃が「あり得たかもしれない15パターンのアイドル」を演じた企画。「甲斐莉乃の酔いどれ”現代アート”」開催期間：2019年11月～2020年3月。期間中に衣装、性格、表現の異なる15の甲斐莉乃が登場。
また、笹田晋平×甲斐莉乃シリーズの締めくくりとして、アナザー甲斐莉乃関連作品とその舞台裏、甲斐莉乃が自身をテーマにし描いた作品を展示し「アイドル」を真正面から現代美術する甲斐莉乃個展「Fire of Argus~アルギュスの送り火~」も開催された(淵野辺CRISPY EGG Gallery/開催期間:2020年2月23日〜2020年3月7日)。
| No. | 開催日         | 開催場所                                                                       | 衣装 | 性格 | 備考 |
| --- | -------------- | ------------------------------------------------------------------------------ | ---- | --- | --- |
| 0   | -              | (岡本太郎美術館) ※備考参照                                                     |      | | ・甲斐莉乃が「アナザーNo.9」のイベントに衣装を持参し忘れたことで産まれた副産物。 - 笹田晋平の『Jericho's raft and fifteen guardians〜ジェリコーの筏と15人の守護者〜』の中に16人の守護者が描かれ、展示会場にひとつだけ衣装が飾られていたのはこのためで、チェキ会は開催されていない。 |
| 1   | 2019年11月16日 | 目黒鹿鳴館「PREDWN vol.6」                                                     | 灰羽 | 基本無口がちで表情もあまり変わることがない。羽が生えているが天使でも悪魔でもなく、人間味が少なく死生を彷徨う。       | |
| 2   | 2019年11月23日 | 西永福JAM 「MAGICAL GAMES vol.5」                                              |      | 時にずる賢くいたずら好き、小悪魔系。可愛さと色気を持ち合わせる、思わせぶりな発言も。                                 | |
| 3   | 2019年11月24日 | 下北沢MOSAiC 「武井麻里子presents『エレ日。vol.16』」                          |      | 清純派かわいいみんなの妹的存在。甘え上手で愛嬌がある。                                                               | |
| 4   | 2019年12月1日  | 渋谷VUENOS 「new encounters SP vol.27」                                        |      | 明るく元気、どんなときも溌剌としている。細かいことは気にしない。                                                     | |
| 5   | 2019年12月1日  | 渋谷VUENOS 「new encounters SP vol.28」                                        |      | 笑顔が多い割に発言は少なめ、ミステリアスな雰囲気を持っている。謎が多く自分のことはあまり話さないが話しやすい。       | |
| 6   | 2019年12月5日  | マウントレーニアホール渋谷「ハミパ -ハミシス史上最強照明ライブ-」              |      | たくさんの人に同じくらいの愛を持って接することができる。天真爛漫で愛想が良い、可愛いものが好き。                     | |
| 7   | 2019年12月6日  | 渋谷Club Asia「メランコリックシティ Vol.0」                                    |      | クールで活発、見た目によらず繊細な部分もある。パンクだったり、かっこいいものを好む。                                 | |
| 8   | 2019年12月28日 | 渋谷Milkyway「PREDAWN vol.7」                                                  |      | 落ち着きがあり知的。近寄りがたい空気感があるが話すと意外と打ち解けられる。                                           | |
| 9   | 2019年12月28日 | 渋谷SANKAKU「甲斐莉乃、甲斐莉乃を語る～酒を飲みながら振り返る個人史と未来～」  |      | この日のアナザー甲斐莉乃：些細なことでは動じない、全てを包み込む温かさがある。落ち着いている、女神。                 | |
| 10  | 2019年12月31日 | 高円寺HIGH「KOENJI HIGH 12th Anniversary 前夜祭」                              |      | この日のアナザー甲斐莉乃：友好関係が広く基本誰とでも仲良くなれる。変わったものが好きな反面、ミーハーでもある。       | |
| 11  | 2020年1月5日   | 下北沢MOSAiC 「武井麻里子presents『エレ日。vol.17』」                          |      | 清楚系ナチュラルなお姉さん系。話し方もおしとやかでおっとりめ、聞き上手で意見を言う時はしっかり伝える。               | |
| 12  | 2020年1月12日  | 新宿LOFT 「Pop'n Party」                                                       |      | 気になるものはとことん追い求める、オタク気質。場の空気を作るのが上手い、ノリがいいタイプ。                           | |
| 13  | 2020年1月12日  | 渋谷Milkyway 「PREDAWN vol.8」                                                 |      | あまり積極的に発言することはなく、大人しくおどおどしがち。興味のある話・気の合う人なら会話も弾みやすい、文学が好き。 | |
| 14  | 2020年1月13日  | 『甲斐莉乃と岡本太郎美術館見学 ~打ち上げ飲み会&アナザー甲斐莉乃チェキ会も！~』 |      | 我が強く思ったことは素直に口にする。冷たいと思われがちな雰囲気があるが基本的には優しい。                             | |
| 15  | 2020年1月16日  | 新宿LOFT 「エクストロメ ROUND TRIP !!」                                        |      | みんなのまとめ役でしっかり者。大人っぽいイメージを持たれがちだが天然な一面もある。                                   | |

## 出演

### 雑誌
- Top Yell NEO 2020〜2021（2021年1月4日、竹書房）- 内山、甲斐、白川、月日インタビュー掲載
- IDOL FILE Vol.20 ELEGANCE（2021年1月15日、シンコーミュージック）- 月日がモデルとして写真掲載
- BRODY 2021年8月号（2021年6月23日、白夜書房）- 内山、甲斐、月日インタビュー掲載
- IDOL FILE Vol.24 LOLITA & GOTHIC（2021年12月30日、シンコーミュージック）- 内山、甲斐、琴山、月日がモデルとして写真掲載。配信イベント「HADO アイドルウォーズ IDOL FILE CUP」の優勝特典、少女団地とのコラボレーション企画
- BUBKA 2022年2月号（2022年2月1日、白夜書房） - 内山のディスクレビュー（My Bloody Valentine「Loveless」）記事掲載
- IDOL AND READ 030（2022年3月7日、シンコーミュージック）- 内山インタビュー掲載